# Museo tridentino di scienze naturali
Il Museo tridentino di scienze naturali (Acronimo Mtsn) è stata la principale struttura museale naturalistica di Trento sino all'inaugurazione del MUSE, avvenuta nel 2013. La sede storica del museo di Storia Naturale a Trento dal 1975 è stata il palazzo Sardagna, nella centrale via Calepina al numero 14.
Dal 27 luglio 2013 tale sistemazione è stata abbandonata, il museo è stato notevolmente ampliato e completamente rivisto nelle esposizioni e nell'offerta museale utilizzando la nuova sede MUSE più decentrata rispetto alla precedente, costruita nell'area ex-Michelin, nel nuovo quartiere Le Albere, a Sud del palazzo delle Albere e dello stadio Briamasco. La nuova struttura è stata progettata dallo studio di Renzo Piano, si sviluppa con una notevole volumetria su sei livelli per un totale di 12.600 metri quadrati e offre spazi che nella sede di Palazzo Sardagna non erano pensabili.

## Storia

### La nascita del Museo
Nel 1808, con la denominazione di Casino dei nobili, ed in seguito di Società del casino sorse a Trento un Ente finalizzato a scopi sociali.

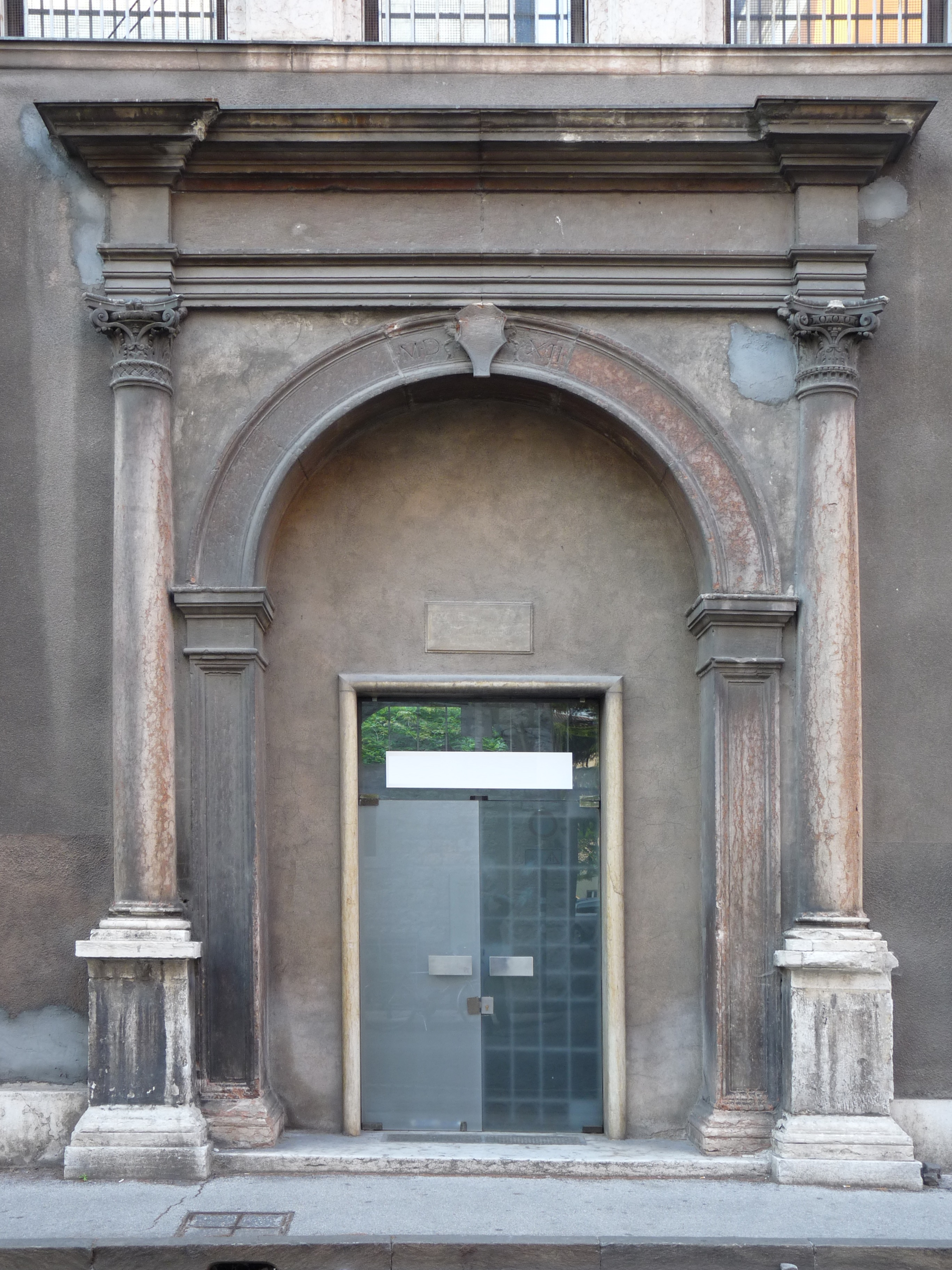
Il portale, unica parte rimasta di Palazzo a Prato (XVI secolo), incorporato nel palazzo delle poste

Attorno al 1838 l'Ente si diede un nuovo regolamento e mutò il suo nome in Istituto Sociale di Trento, indicando tra le proprie finalità scopi adatti alla propagazione di utili cognizioni. Nello stesso anno la sede divenne l'edificio all'angolo tra le attuali Via Oss Mazzurana e Via Diaz, e nell'Istituto contemporaneamente confluì il Patrio Museo Trentino. Nel 1843 ci fu un nuovo trasloco e, intanto, cominciarono ad essere documentate acquisizioni di opere d'arte, di libri, di modelli di macchine agricole e di reperti e raccolte di storia naturale.  Si capì presto tuttavia che l'Istituto non era adatto alla conservazione ed alla valorizzazione del patrimonio naturalistico e delle iniziative a questo legate quindi nel 1846 venne fondato il Museo Civico, subito denominato Museo Trentino. L'occasione fu offerta dal contemporaneo trasferimento della biblioteca civica nel palazzo dei conti Saracini, ora Palazzo Salvadori, in Via Roma.
Il Museo iniziò da subito a curare l'aspetto editoriale. Venne pubblicata un'opera in due volumi, Statistica trentina, che analizzava e riportava dati riguardanti aspetti fisici, antropici, biologici e sanitari trentini e anche, ugualmente importante, la Flora dell'Italia Settentrionale e del Tirolo Meridionale rappresentata con la fisiotipia.
Dal giugno all'agosto del 1857 venne realizzata la prima grande esposizione del Circolo di Trento. Il museo espose quanto sino ad allora aveva raccolto, sempre citando i nomi dei vari curatori. In particolare vennero mostrati ai visitatori erbari, raccolte di minerali ed esemplari conservati di fauna alpina. Nel 1856 il museo venne nuovamente trasferito, e stavolta nella sede di Palazzo a Prato, nella centrale Via S. Trinità. Tale operazione avrebbe potuto avvenire già alcuni anni prima, ma ad ostacolarla e rallentarla fu una grave epidemia di colera.

### La Società del Museo di Storia Naturale in Trento

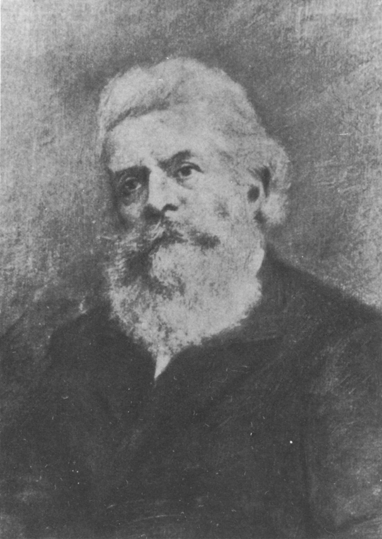
Francesco Ambrosi direttore dal 1864 al 1897

Nel 1859 venne fondata la Società del Museo di Storia Naturale in Trento che si diede subito uno statuto fondativo, tuttavia carente sotto vari aspetti. Ad esempio tale documento mancava di spiegare quale fosse la sua sede, risultava di difficile applicazione e non approfondiva tutti i particolari riguardanti i rapporti con l'amministrazione cittadina. La Società inoltre rivelò ben presto problemi di carattere finanziario.
Quando nel 1864 divenne direttore Ambrosi, che assunse contemporaneamente anche la direzione della Biblioteca civica, questi stilò un programma di gestione che indicava come compiti principali del museo la raccolta di: 
- tutti gli animali in territorio trentino, sia selvatici che addomesticati o allevati dall'uomo;
- tutte le piante autoctone utilizzate nel territorio a vario scopo;
- tutti i prodotti della terra nonché le varie essenze arboree;
- rocce e minerali;
- oggetti di antiquariato come statue, monete, medaglie, armi ed utensili sia domestici sia da lavoro.

Nel 1872 venne fondata a Padova la Società Veneto-Trentina di Scienze Naturali che si diede come fine istituzionale quello di valorizzare in particolare le iniziative naturalistiche che coinvolgevano le regioni italiane comprese tra le Alpi e l'Adriatico. Fu nell'ambito di questa Società che ad Arco, nel settembre 1874, si tenne un'importante Adunanza alla quale furono invitati tutti i più noti naturalisti italiani.
Negli stessi anni il comune di Trento decise di trasferire sia la Biblioteca sia il Museo nel palazzo in Via Larga (si tratta di Palazzo Thun, e la via è l'attuale Via Belenzani), al secondo piano dello storico edificio. Al Museo vennero destinate cinque sale che raccolsero flora e fauna locali, reperti paleontologici ed etnografici. Sotto la guida di Ambrosi, che come si è detto aveva pure la direzione della biblioteca, lentamente si entrò in un periodo di semplice sopravvivenza, ed il Museo si trasformò quasi in semplice deposito dove esporre visivamente le collezioni, rinunciando al suo ruolo di approfondimento e trasmissione di significati.

### La necessità di una nuova sede
Dopo la morte di Ambrosi la situazione peggiorò ulteriormente. Il nuovo direttore, Lodovico Oberziner, uomo di cultura ma con interessi lontani dall'ambiente naturalistico, curò forse con minor attenzione del dovuto le sale museali e di questo venne ripetutamente accusato. Lui rispose a volte con ironia ma, nel 1910, spiegò chiaramente che una delle cause di tale situazione risiedeva nell'aver concentrato in un solo responsabile una triplice funzione, e cioè quella di direttore della Biblioteca, del Museo e dell'Archivio. Inoltre a complicare la gestione si aggiungeva la cronica mancanza di personale e di specialisti, particolarmente in ambito naturalistico, e non ultimi erano evidenti i problemi legati all'insufficienza degli spazi.
Si iniziò a pensare così ad una nuova sede per il Museo, e si stanziarono i fondi (per un totale di 100 000 corone), Si esaminarono varie proposte e si pensò prima a Palazzo a Prato poi a Palazzo Geremia, e questa seconda soluzione sembrò la più adatta, tanto che se ne effettuò l'acquisto. Tuttavia il progetto non ebbe gli sviluppi desiderati perché i tempi stavano mutando, la grande guerra era alle porte e l'amministrazione comunale dovette ammettere che non poteva più garantire lo svolgimento dei lavori necessari.
Dopo la fine del conflitto, con Trento divenuta parte del Regno d'Italia, per qualche anno si dovette attendere la riorganizzazione amministrativa e le raccolte museali furono in parte abbandonate a sé stesse ed in parte anche spostate. Nel 1922 si approvò lo statuto della nascente Società del Museo Civico di Storia Naturale e, nello stesso anno, parte del materiale che si trovava in Via Belenzani venne trasferito nel Castello del Buonconsiglio. L'istituzione appena fondata iniziò a valorizzare le numerose competenze locali e questo si tradusse in una rapida ripresa delle attività scientifiche e naturalistiche del Museo. L'indipendenza della società stessa dall'amministrazione comunale, che tuttavia ne garantiva il funzionamento, ed il suo distacco gestionale dalla Biblioteca, rese molto più facile, rispetto al passato, la cura in modo specifico degli interessi museali. La nuova situazione tuttavia presentava un forte elemento di criticità, che consisteva nella dispersione in tre diverse sedi (Palazzo Thun, Castello del Buonconsiglio e Palazzo Scolastico) delle raccolte naturalistiche.

### Il Museo in Via Verdi

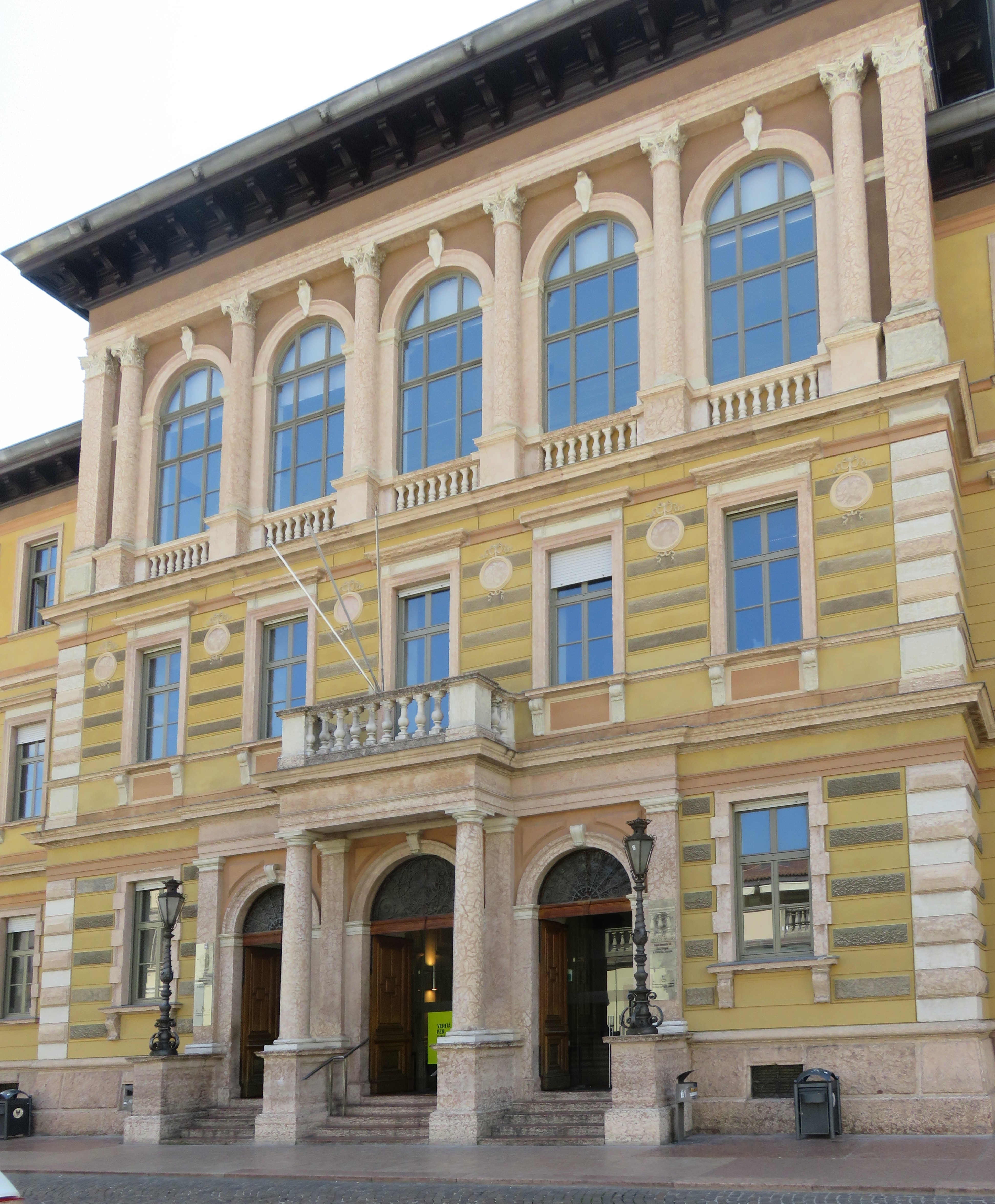
Palazzo Scolastico, ora facoltà di Sociologia, in Via Verdi a Trento

Un momento di svolta nella storia del Museo si ebbe nel 1924 quando la sua sede venne unificata e spostata su un intero piano del Palazzo Scolastico, in via Giuseppe Verdi, che oggi è la sede della Facoltà di Sociologia dell'Università degli Studi di Trento.
Subito dopo, nel 1929, il Museo si dette un nuovo statuto, e venne denominato Museo di Storia Naturale della Venezia Tridentina. Il direttore che accompagnò questa fase fu Giovanni Battista Trener che complessivamente, in due periodi distinti, ricoprì la carica per diciotto anni.
Sotto la forte guida di Trener il Museo visse un notevole rilancio, e questo sempre considerando la missione principale dell'istituzione, che consisteva nella gestione delle raccolte naturalistiche, nell'attività di ricerca e nei rapporti con studiosi, pubblico e mondo scolastico.
Trener si poté avvalere di numerosi e validi collaboratori e conservatori, molti dei quali poi sarebbero rimasti anche in periodi successivi: Giuseppe Dalla Fior, Giacomo Bresadola, Giulio Catoni, Guido Castelli, Enrico Broilo, Tullio Perini e Augusto Stenico. Vennero inoltre intensificati, con la partecipazione e l'organizzazione di numerose iniziative, i rapporti con i principali capoluoghi delle Tre Venezie.
La nuova sede di Via Verdi si rivelò da subito adatta alle esigenze del momento. Con una superficie utile di 20 000 m2, due grandi saloni, venti stanze a molti altri spazi minori poté ospitare circa 350 m lineari di vetrine espositive. Le collezioni si incrementarono, ed il Museo ebbe una veste simile a quella di molti altri musei naturalistici del periodo, con tutti i pregi ed i difetti di questo tipo di proposta.

### Il periodo fascista
A partire dal 1932 Trener venne di fatto dimissionato e Trento, terra vicina al confine, fu intesa come baluardo di italianità. Il regime vide nel Museo l'occasione per intervenire sul tessuto sociale e politico locale e per oltre dieci anni (sino alla fine del secondo conflitto mondiale) la direzione del Museo e la nomina di tutti i collaboratori vennero preventivamente approvati dal Governo nazionale.
Prima di lasciare l'incarico Trener ebbe modo di spiegare ancora una volta le sue linee guida ideali, che erano quelle di integrare il Museo di Trento con la rete museale nazionale. I suoi critici, spesso suoi collaboratori, lo accusarono invece e non sempre direttamente di voler promuovere una visione troppo alta dell'istituzione, puntando più alla ricerca ed alla collaborazione con l'ambiente accademico che non a far "avvicinare il popolo al suo Museo".
Nel clima che si viveva in quegli anni divenne normale che ogni atto ed ogni attività di un certo rilievo venissero accompagnati da esternazioni e relazioni pieni di elogi per le autorità cittadine e nazionali. Non di rado così arrivarono sovvenzioni per il Museo e riconoscimenti per il direttore Bonomi ed i suoi collaboratori, in un rapporto di condivisione ufficiale delle direttive del regime. Fu un periodo definito da Gino Tomasi come il "tempo dell'obbedienza premiata"; tuttavia, anche allora molti uomini di indiscusso valore continuarono a lavorare per il Museo, come ad esempio l'entomologo Alberto Brasavola.

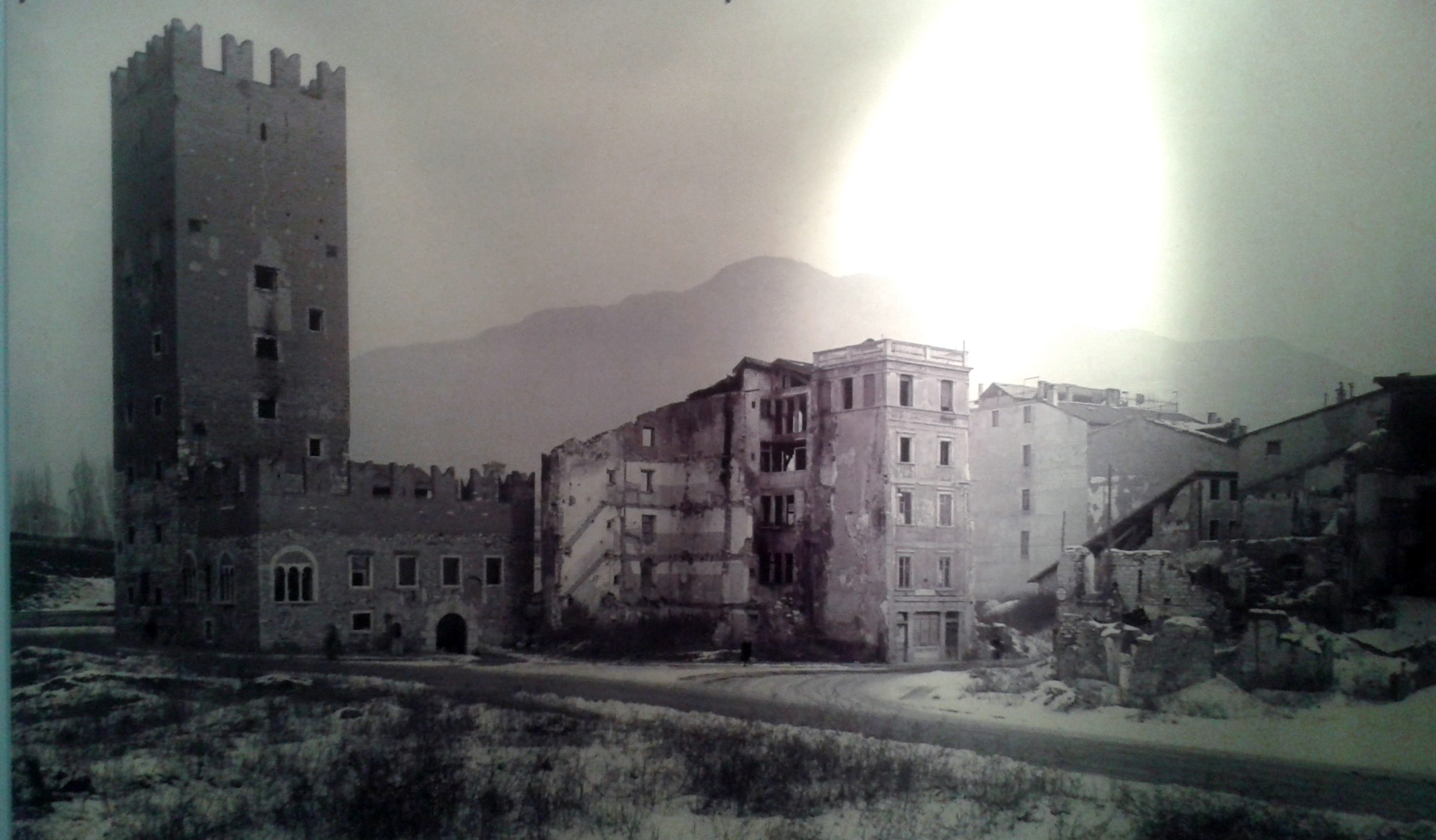
Effetti su Trento del primo bombardamento alleato nel 1943

Le attività del Museo quindi proseguirono ma con lo scoppio della guerra tutto rallentò e le iniziative normali vennero quasi sospese. Quando iniziarono i bombardamenti degli alleati si pensò di portare in salvo, nei sotterranei rinforzati di Via Verdi, i pezzi più importanti delle collezioni. Una bomba aerea colpì l'edificio il 13 maggio 1944 ed un'intera ala del palazzo fu distrutta ma, per fortuna, a parte il laboratorio di patologia vegetale e gli scritti di Giulio Catoni, nulla di veramente importante andò distrutto.

### Il secondo dopoguerra
Nel 1946, alla fine del secondo conflitto mondiale, Trener ottenne nuovamente la direzione del Museo, essendo stato nel frattempo destituito Bonomi da una delibera di epurazione emessa dal locale CLN. Tale incarico venne accettato con maggior soddisfazione perché nel frattempo era stata approvata dal CNR il Centro di Studi Alpini e malgrado le evidenti difficoltà legate alla ripresa delle normali attività. Anche pagare i dipendenti, in quei momenti, risultava difficile.
Il Centro di Studi Alpini era una vecchia idea di Trener, già presentata ad un convegno del 1930, anche se con altro nome, quindi quando avvenne l'inaugurazione ufficiale, l'8 giugno 1946, fu vista come una rinascita dello stesso Museo, che si trovava così a gestire un centro di importanza nazionale che allargava le sue competenze a tutto l'arco alpino sul versante italiano. Col Centro il Museo si diede un indirizzo nuovo, in parte anche costretto dalla situazione economica; tutte le amministrazioni comunali che avrebbero dovuto contribuire con un loro sostegno smisero di farlo, mentre nuovi fondi arrivarono invece dal CNR.

Giovanni Battista Trener

Ripartendo con queste diverse opportunità Trener riuscì ad attivare tre diverse sedi distaccate per i rilevamenti, rispettivamente in Val di Genova, a Gries e a Merano. Nel 1948 si registrò la rinascita della Società di Scienze Naturali del Trentino - Alto Adige, ma su basi diverse da quella della sua prima fondazione, nel 1922, e stavolta fu resa del tutto indipendente dal Museo. Questo avrebbe permesso alla Società di perseguire finalità di ricerca naturalistica non sempre supportate dalla sede museale. Dal 1950 la Società si dotò di un suo bollettino, che dal 1954 prese il nome di Natura Alpina. Nello stesso anno, mentre era in piena attività, Trener morì.
In quel periodo l'attività editoriale, la ricerca e tutte le altre iniziative museali e societarie produssero una notevole mole di risultati nel campo della geografia antropica, della zoologia, della botanica, della geologia, della geomorfologia, della limnologia, della idrobiologia, della glaciologia, della speleologia, della geofisica e della climatologia.
La morte di Trener rese necessaria la creazione di una commissione che curasse la complessa fase che il Museo stava attraversando (Era venuto a mancare il contributo del CNR e si fu costretti a sospendere le attività fuori provincia, per mancanza di fondi). Vennero chiamati a farne parte Michele Gortani, Ciro Andreatta e Umberto D'Ancona. Contemporaneamente vennero nominati direttori scientifici Vittorio Marchesoni e Luigi Tomasi. Il Museo puntò maggiormente ad attività in ambito provinciale e venne assunto un giovane collaboratore e futuro direttore, Gino Tomasi.

### Istituzione del Museo Tridentino di Scienze Naturali e sede di Palazzo Sardagna
Nel 1964, con legge provinciale, venne istituito il Museo Tridentino di Scienze Naturali legato alla Provincia autonoma di Trento. 
A livello politico ed amministrativo avvenne quindi un progressivo passaggio di consegne dalla regione alle province. Il Museo di Via Verdi, con una sede rinnovata nelle strutture di arredo e con l'esigenza di migliorare l'offerta al pubblico sentì il bisogno di nuove competenze professionali, anche considerando il rapporto di collaborazione con università ed enti scientifici diversi che si andava stringendo.

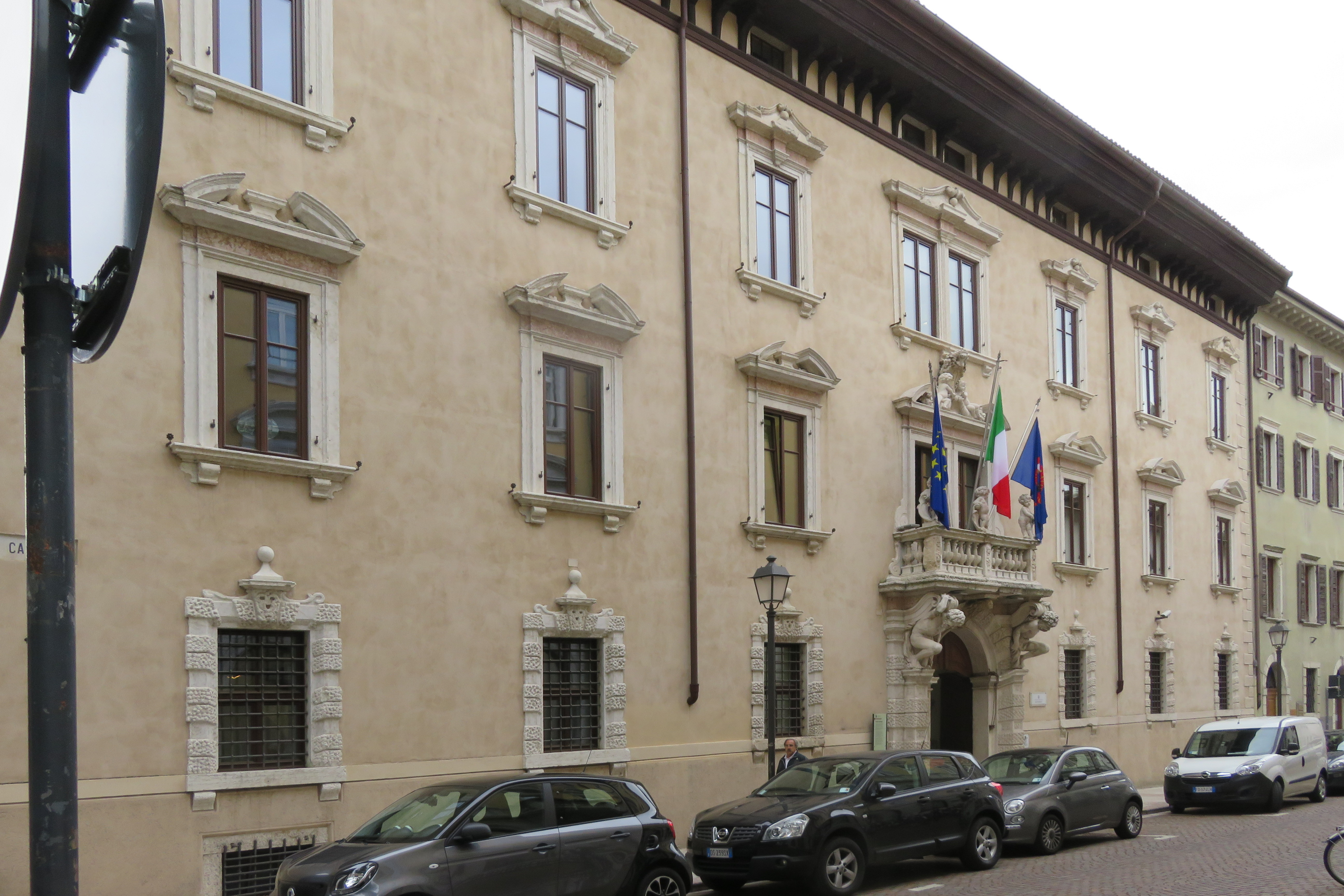
Palazzo Sardagna in un'immagine del 2016.

Fu significativo l'intervento del personale del Museo in seguito alle alluvioni che colpirono il Trentino tra il 4 ed il 6 novembre del 1966. Il direttore Gino Tomasi collaborò con il Presidente della Provincia Bruno Kessler recandosi a visitare i territori coinvolti che avevano bisogno di interventi urgenti per ripristinare viabilità e quindi servivano rilievi per valutare la stabilità dei versanti montani e di tutto il territorio, in quota ed in valle.
Tra il 1960 ed il 1973 Kessler fece dell'istituzione museale un punto di forza della cultura trentina allargandone le competenze e creando nuovi settori specifici legati agli interventi sul territorio ed alla valorizzazione della sua missione naturalistica.
Le ricerche sul campo, iniziate già nel periodo tra le due guerre, portarono, a partire da quegli anni, ad importanti ritrovamenti preistorici. In località Vela di Trento furono trovati vari reperti, e in seguito anche a Vatte di Zambana ed in altri siti risalenti al Mesolitico, in particolare sepolture, che contenevano spesso corredi funebri. Ci furono ritrovamenti anche nel sito di Ischia Podetti.
Poi si prese la decisione di destinare il Palazzo di Via Verdi alla facoltà di Sociologia dell'Università, in piena espansione, e si rese necessaria la ricerca di una nuova sede per il Museo. Per primo si pensò al Palazzo delle Albere, ed infatti iniziarono anche lavori preparatori negli anni 1973 e 1974, ma poi si capì che tale sede era troppo piccola. Si valutò allora la possibilità di utilizzare Palazzo Voltolini-Benvenuti, ma si preferì destinare questo edificio alla sede del Rettorato universitario. La scelta finale cadde allora su Palazzo Sardagna, che necessitava di grossi lavori di adattamento ma aveva le giuste dimensioni. Il palazzo quindi venne acquisito, compresa la parte che ospitava l'Albergo Posta, ed iniziarono da subito, nel 1975, le operazioni per il complicato e delicato trasloco in Via Calepina 14. Queste procedettero con lentezza perché mentre le collezioni, le vetrine e tutto il materiale veniva spostato contemporaneamente si eseguivano i lavori nelle sale destinate ad accoglierli.
Un grosso problema che riguardava la sistemazione temporanea della Biblioteca venne risolto grazie alla disponibilità offerta dal generale degli alpini Aldo Daz. Per alcuni mesi 1 500 casse di volumi per un peso complessivo di circa 650 quintali vennero ospitate presso le Caserme Damiano Chiesa, senza oneri per l'ente pubblico.
Alla fine dei lunghi lavori il Museo tridentino di scienze naturali, nella sua nuova sede di Via Calepina, venne ufficialmente riaperto al pubblico il 3 ottobre 1981. Fu subito evidente il nuovo spirito che aveva mosso i progettisti, che si traduceva in una valorizzazione non soltanto dei singoli oggetti esposti (che anzi in parte diventava quasi superflua) ma del loro compito di illustrarne la corretta collocazione in un più ampio ambiente naturale, che stava fuori dal Museo stesso. Tutta la riorganizzazione interna rispetto alle sale espositive di Via Verdi fu pertanto radicale.

## Palazzo Sardagna

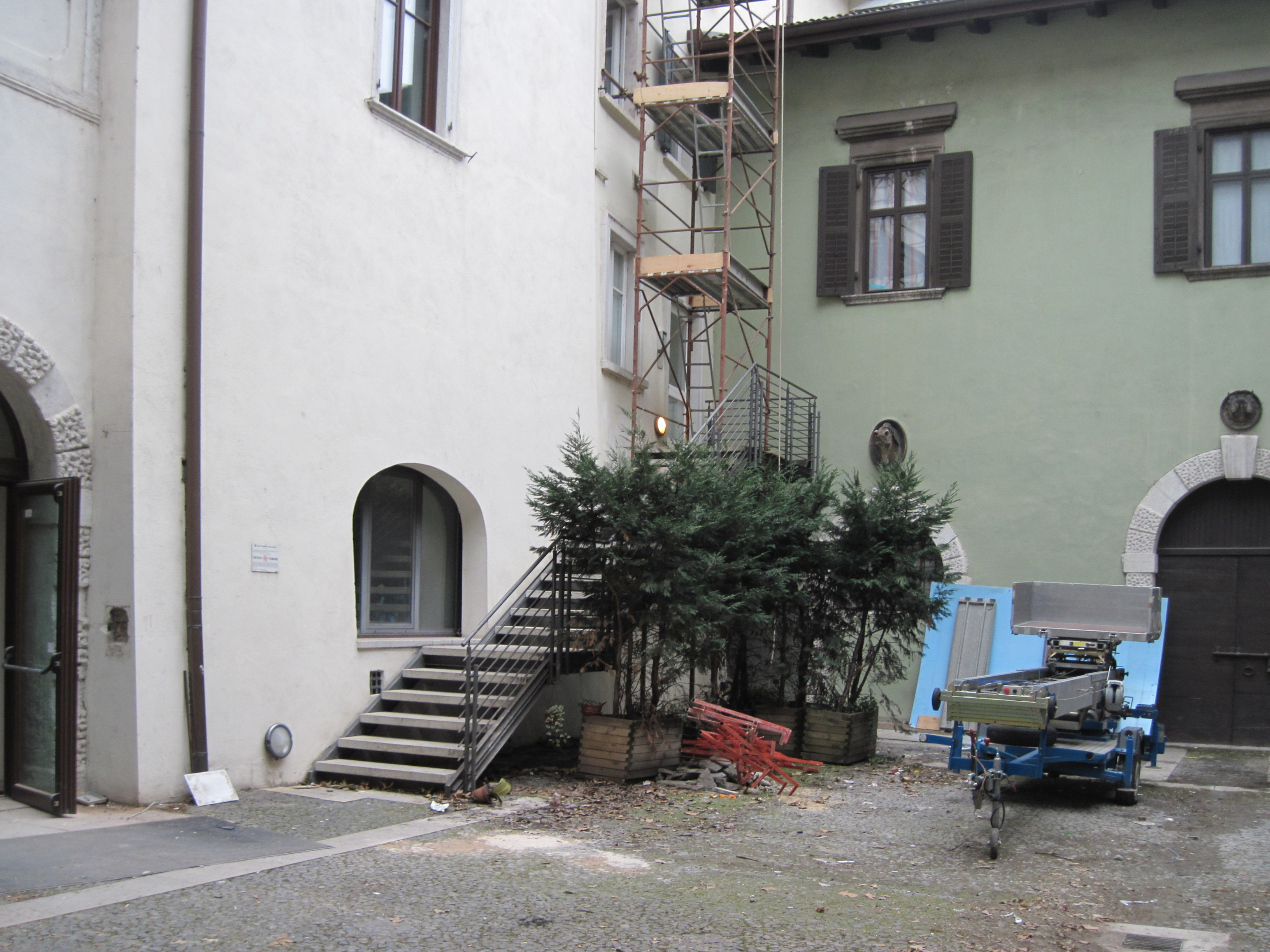
Lavori in Palazzo Sardagna nel dicembre 2013

Il Palazzo Sardagna, scelto come sede museale dal 1975 al 2013, è uno dei più significativi esempi di transizione architettonica tra rinascimento e barocco a Trento. Gli affreschi che adornano le due salette dell'ingresso della parte antica dell'edificio risalgono al Cinquecento. Gli affreschi della stanza dello Zodiaco e della stanza di Costantino sono attribuiti a Marcello Fogolino.
Il maestoso portale con balcone sorretto da due telamoni fu eretto in tempi successivi alla costruzione del nucleo primitivo del palazzo stesso, quando vennero collegati altri corpi di fabbrica, e risale agli inizi del XVIII secolo. Vi lavorarono gli scultori Cristoforo Benedetti di Castione e Francesco Barbacovi di Taio.
Dopo il trasferimento della sede museale hanno avuto inizio importanti lavori di adeguamento dei locali per un successivo utilizzo da parte della provincia.

## Sedi e direttori dal 1846 al 2013

### Sedi storiche

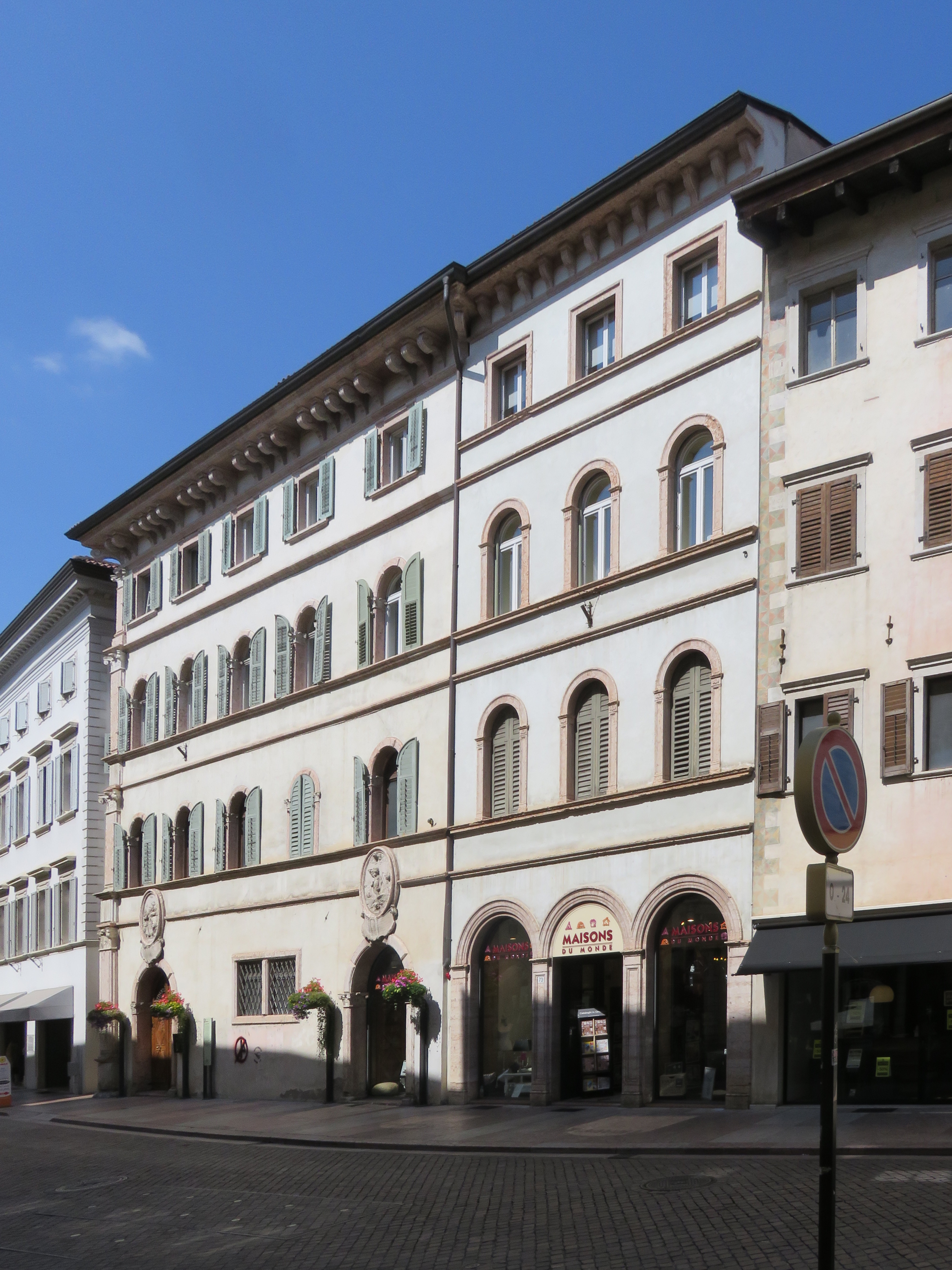
Palazzo Salvadori, sede del museo dal 1846 al 1856

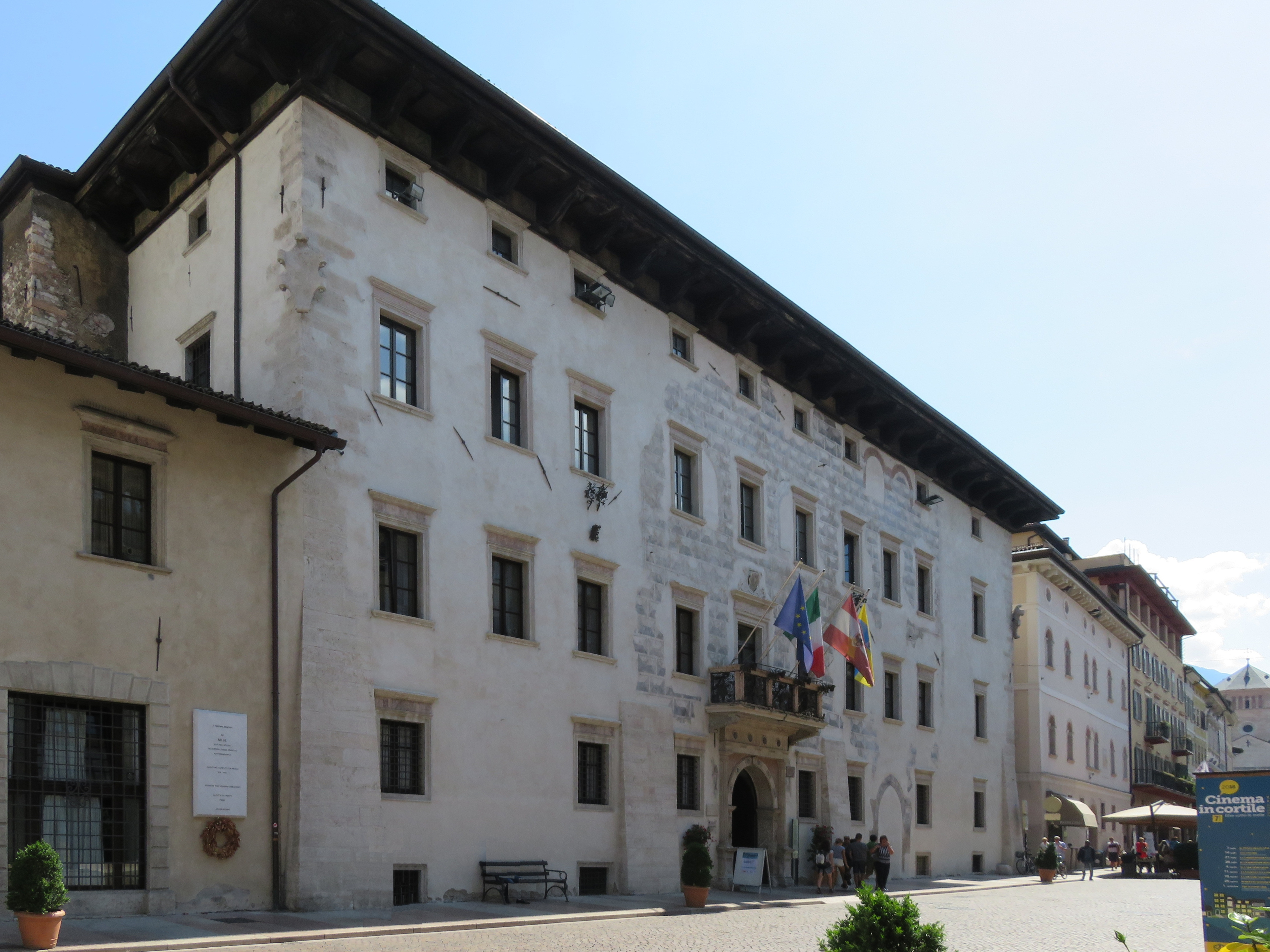
Palazzo Thun, sede del museo dal 1874 al 1924

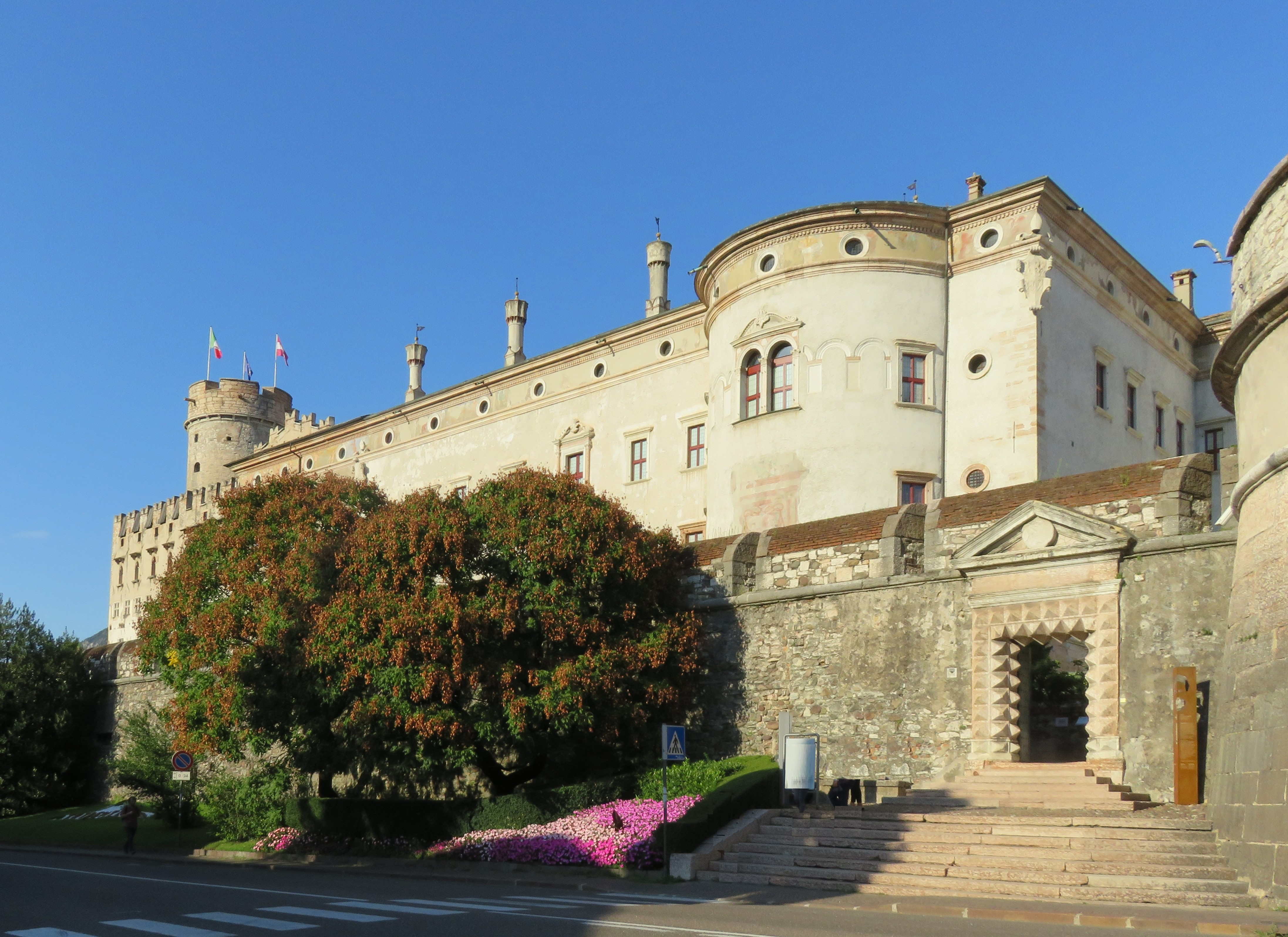
Castello del Buonconsiglio, sede del museo dal 1922 al 1924

Sedi del museo che si sono succedute nel tempo, sino al palazzo Sardagna di via Calepina.
| Sede                            | Periodo      |
| ------------------------------- | ------------ |
| Palazzo Salvadori, via Manci    | 1846 - 1856  |
| Palazzo a Prato, via S. Trinità | 1856 - 1874  |
| Palazzo Thun, via Belenzani     | 1874 - 1924  |
| Castello del Buonconsiglio      | 1922 - 1924  |
| Palazzo Scolastico, via Verdi   | 1924 - 1975  |
| Palazzo Sardagna, via Calepina  | 1975* - 2013 |

(*) Apertura al pubblico nel 1981

### Direttori
Direttori del Museo a partire dal 1858.
| Direttore                      | Periodo       |
| ------------------------------ | ------------- |
| Guarinoni                      | 1858 - 1863   |
| Ambrosi (Museo e Biblioteca)   | 1864 - 1897   |
| Oberziner (Museo e Biblioteca) | 1897 - 1915   |
| Sardagna (Pres. Società Museo) | 1908 - 1911   |
| Trener                         | 1922 - 1929   |
| Trener                         | 1929 - 1932   |
| Bonomi                         | 1932 - 1945   |
| Trener                         | 1946 - 1954   |
| Marchesoni e Tomasi L.         | 1954 - 1964   |
| Tomasi G.                      | 1965 - 1992   |
| Lanzingher                     | 1992 - (2013) |

## Le esposizioni permanenti
Il museo documentava pressoché ogni aspetto dell'ambiente naturalistico trentino. Erano infatti presenti, nelle 21 sale allestite per le esposizioni permanenti, sezioni di mineralogia e petrografia, di paleontologia, di zoologia locale, di ornitologia (con esemplari di tutti i principali gruppi di uccelli dell'arco alpino), di entomologia, di botanica, di erpetologia e di ittiologia.

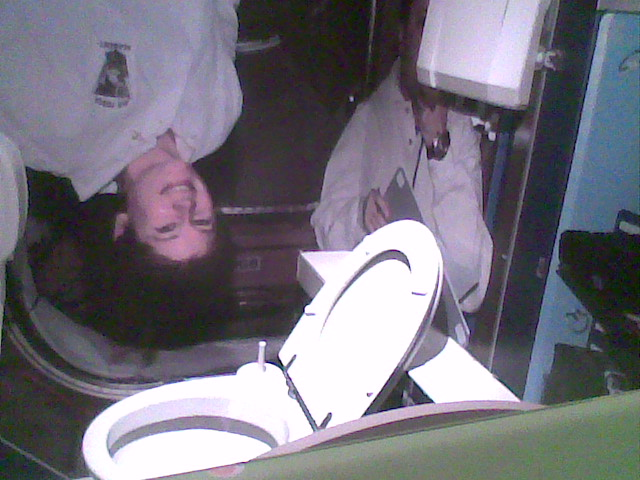
I servizi igienici per visitatori al piano terra con il singolare allestimento preparato in occasione della mostra temporanea Destinazione stelle del 2002.

Per lunghi anni la disposizione interna rispettò questa distribuzione:
- nel piano interrato era richiamato l'ambiente ipogeo con sale che mostravano rocce e minerali, oltre a quelle che mostravano i primi passi della specie umana nella preistoria;
- al piano terreno si trovava la biglietteria, uno shop e, nel cortile interno, dove si trovavano i servizi ed un piccolo punto ristoro, spesso erano installate strutture provvisorie legate alle varie mostre temporanee;
- al primo piano veniva esposta la biodiversità alpina con esemplari conservati, oltre ad alcuni terrari con rettili vivi. All'ultimo piano veniva ripresa la preistoria nelle zone alpine.

Le esposizioni erano state curate dall'architetto locale Rudi e comprendevano vetrine in legno e cristallo, tipico degli allestimenti museali del periodo.

## Il museo di Gino Tomasi
La nascita del museo, nell'Ottocento, rispettò le esigenze tradizionali di realizzare uno spazio organizzato per raccogliere oggetti legati da un significato e corredati da didascalie o presentazioni verbali, ma si dovette attendere oltre un secolo perché arrivasse l'istituzione ufficiale del Museo Tridentino di Scienze Naturali da parte dalla Provincia Autonoma di Trento. Prima di approdare alla sede di Via Calepina si pensò in un primo tempo al Palazzo delle Albere e fu solo col 1975, sotto la direzione di Gino Tomasi che si arrivò a Palazzo Sardagna. Così Tomasi fu ispiratore ed animatore per ventisette anni del Museo prima in Via Verdi e successivamente in Via Calepina. Furono anni travagliati, e nella nuova sede sorsero presto intoppi di tipo tecnico, burocratico e logistico. Trovare una sistemazione adatta a tutto il patrimonio si rivelò difficile, ci furono problemi di agibilità e le sale vennero aperte al pubblico solo una volta sistemate, una alla volta. Per tutto il periodo della reggenza Tomasi il Museo fu, almeno in alcune sue parti, un cantiere.
Questo spinse il direttore a cercare altri spazi e ad impegnare risorse, in collaborazione con la Provincia, nel settore della protezione della natura e del paesaggio, nella creazione di riserve e biotopi. Vennero ampliate sedi territoriali esistenti e nuove ne vennero create. I lavori in Via Calepina terminarono con la consegna dell'Aula magna sotto il cortile interno e la sistemazione definitiva dei vari laboratori nel 1992, anno nel quale Tomasi lasciò il Museo.
Tutte le sale alla fine della direzione di Tomasi si presentarono completate, e solo in anni successivi si rimise mano agli spazi espositivi, riducendone alcuni, per l'urgenza di nuove aree che stava emergendo. A solo titolo di esempio nel Museo era stata ricostruita nei suoi dettagli la sepoltura mesolitica di Vatte di Zambana. I visitatori la poterono vedere a lungo verificando la cura con la quale gli antenati, vissuti circa 10 000 anni prima, si dedicavano ai loro morti. Un particolare contributo per la valorizzazione dell'offerta museale venne anche dalla stampa locale e tra tutti i giornalisti uno si distinse in particolare, Aldo Gorfer, autore di numerosissime opere incentrate sulla geografia del territorio trentino, sulla sua storia e sulle sue tradizioni.
L'eredità Gino Tomasi si può sintetizzare in quattro punti:
- sistemazione definitiva delle collezioni;
- collaborazione con le numerose realtà di interesse naturalistico sparse sul territorio;
- produzione editoriale molto ricca (Studi trentini di scienze naturali, Preistoria alpina, Natura alpina, ecc);
- biblioteca con quasi 50 000 testi e oltre 1 000 periodici.[31]

Gino Tomasi, che ha continuato a lungo nella sua attività di naturalista anche dopo aver lasciato il museo, è morto nel 2014.

### I visitatori
Prima del 1989 non fu valutabile con precisione l'effettiva presenza numerica dei visitatori del Museo e delle sue sedi staccate, anche se una stima porta a pensare a circa 5 000 - 7 000 presenze nella sede centrale sino al 1975 (cioè nella vecchia sede di Via Verdi). Da quell'anno, con l'introduzione di un biglietto di ingresso, questo fu possibile, e si arrivò mediamente a 10 000 visitatori all'anno.

## La mutazione del museo
Il 1992 segnò l'inizio di una nuova mutazione per il Museo di Trento. Alla direzione arrivò Michele Lanzinger, dopo il periodo fondamentale di Gino Pedrotti, organizzatore del trasferimento dalla sede in Via Verdi e artefice della sistemazione in Via Calepina, personalità di cultura e sensibilità spese per la difesa della natura e del paesaggio. Lanzinger, già conservatore per il settore della paleontologia dal 1988, iniziò da subito un nuovo corso e Dinosaurs, il mondo dei dinosauri fu la sua presentazione in attesa della nomina ufficiale.
A questa esposizione temporanea ne seguirono, nel tempo, numerose altre, con cadenza quasi annuale. Il museo iniziò ad aprirsi maggiormente alla ricerca ed a sfruttare i fondi europei stanziati per giovani ricercatori. La tradizionale offerta al mondo scolastico iniziò, poco a poco, a non limitarsi alla sola apertura delle sue sale espositive ma offrì pacchetti di percorsi esperienziali e laboratori didattici legati alle mostre temporanee presenti oppure approfondimenti di tematiche scientifiche e naturalistiche.

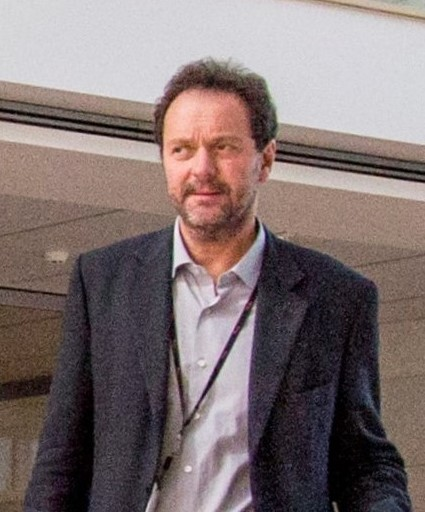
Michele Lanzinger, direttore dal 1992

In pochi anni il museo passò dall'orario tipico di questo tipo di istituzioni per arrivare ad una apertura, in alcuni periodi, di 24 ore su 24. Quindi al mattino si svolgevano attività con le scuole, il pomeriggio e la sera normali visite o presentazioni per un pubblico di adulti e, di notte, il lavoro di ricerca. In alcuni momenti particolari iniziarono anche le notti al museo, per i più piccoli.
Le sale tradizionali, poco a poco, lasciarono il posto alle nuove attività, e in alcuni suoi ambienti le vetrine e gli espositori vennero sostituiti da esposizioni temporanee o da spazi per laboratori e incontri.
Il nuovo corso, che portò all'esigenza di nuovi spazi ed alla conseguente nascita del Muse, è sintetizzabile, secondo il direttore Lanzinger, nella doppia necessità di mantenere l'impegno della conservazione (che fu una delle principali finalità fondative del Museo tridentino di scienze naturali nel 1964) e, allo stesso tempo, di adattare il museo ai nuovi paradigmi di sviluppo sostenibile e dell'interconnessione tra mondo locale e mondo globale.

### Offerta didattica e laboratoriale per le scuole
Alcuni momenti di attività che sono state realizzate con studenti delle scuole nella sede di Via Calepina del Museo tridentino di scienze naturali.

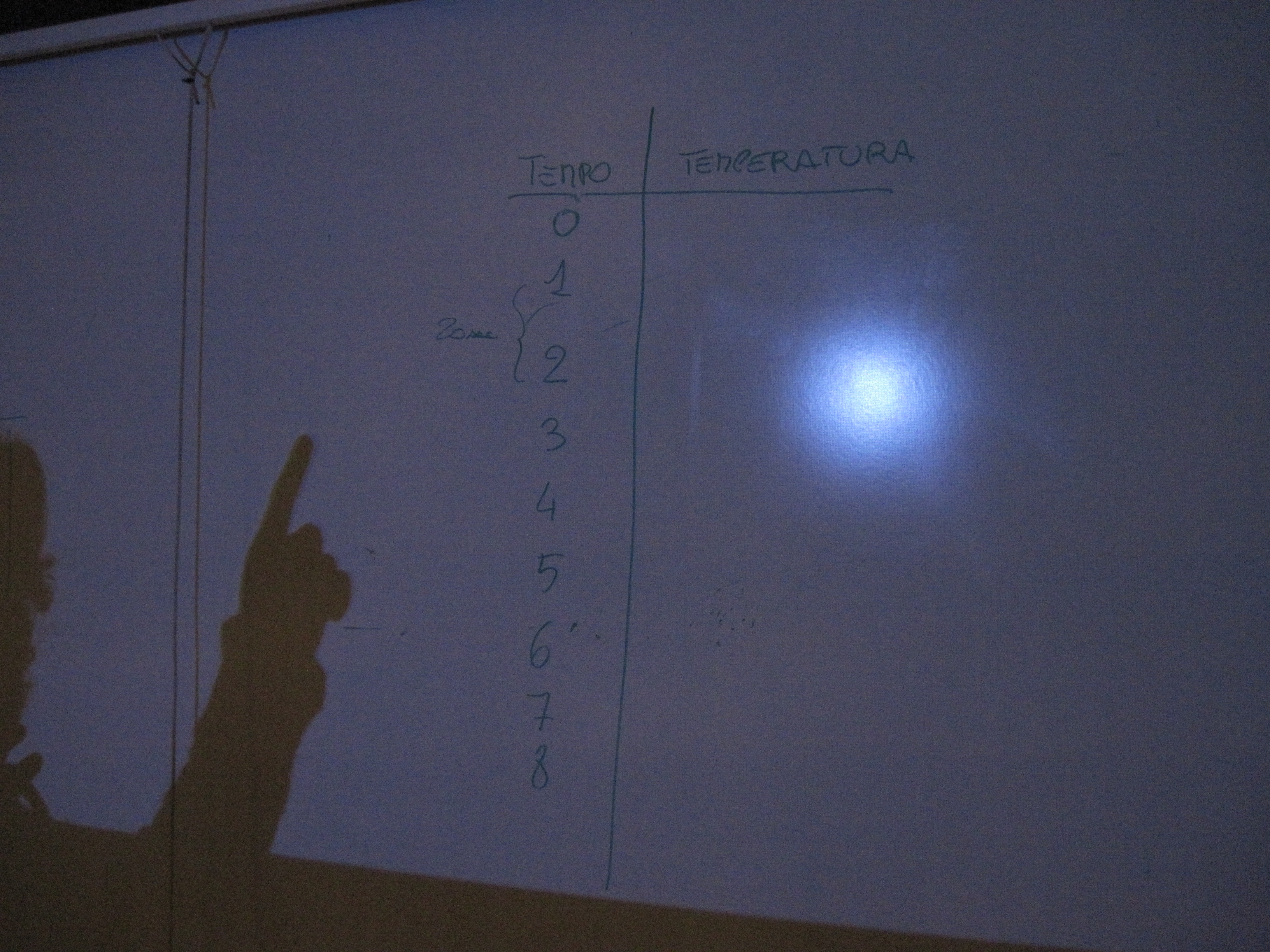
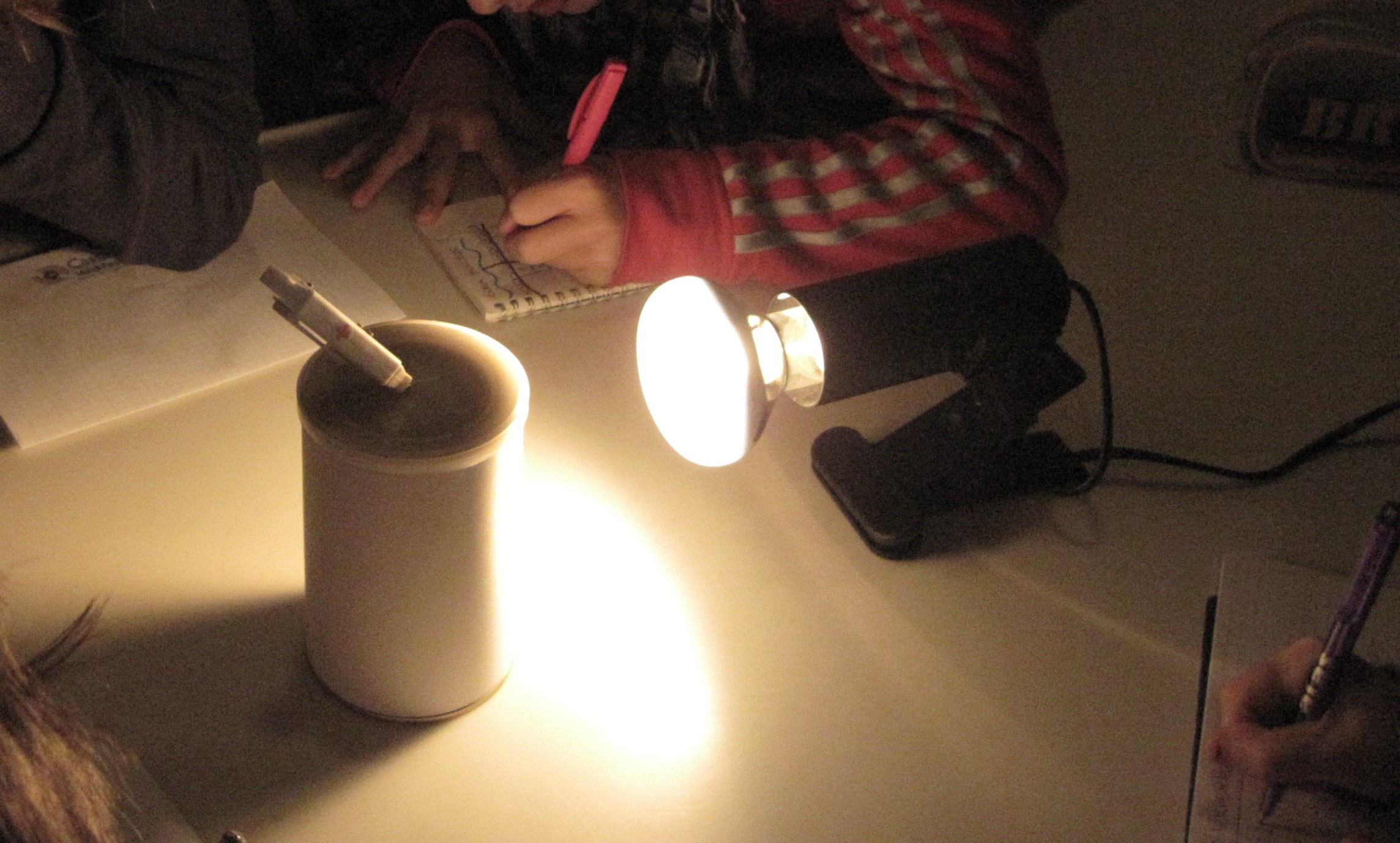
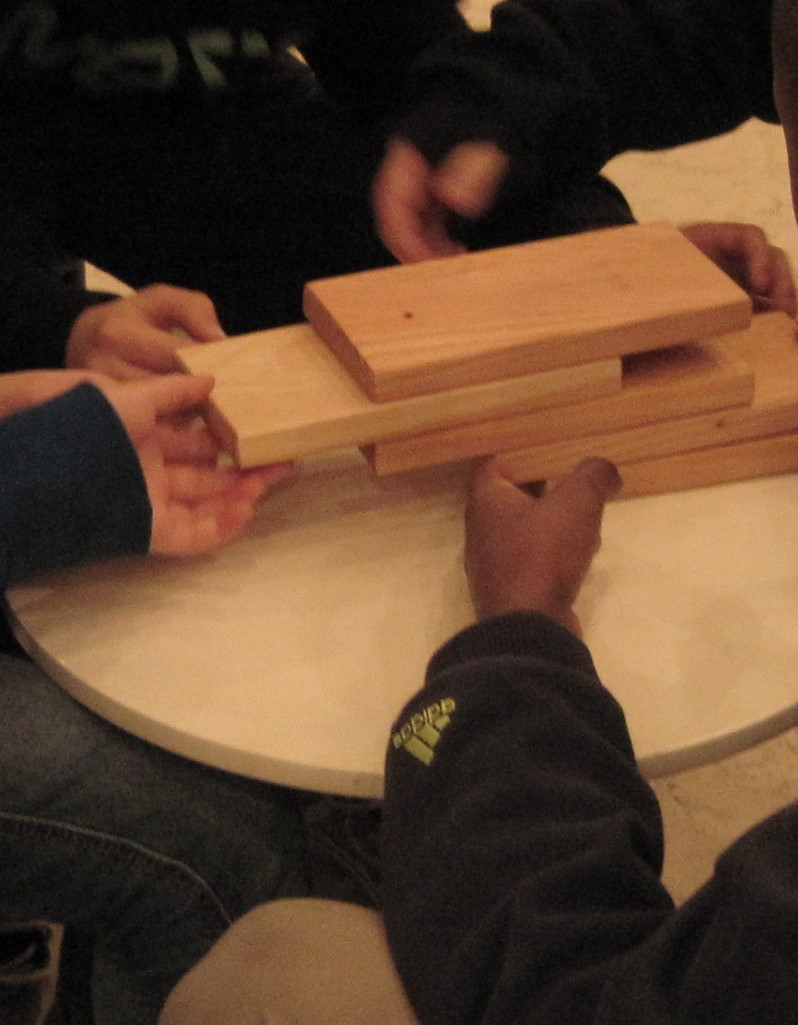
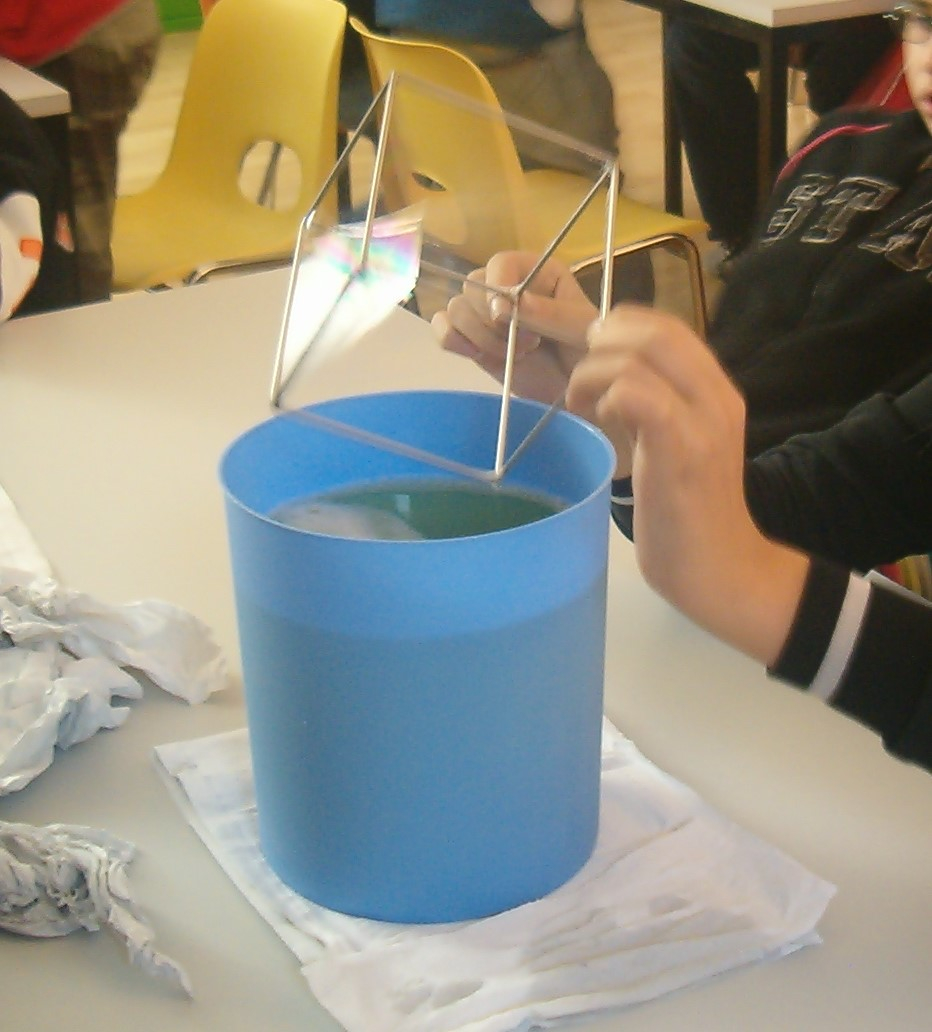
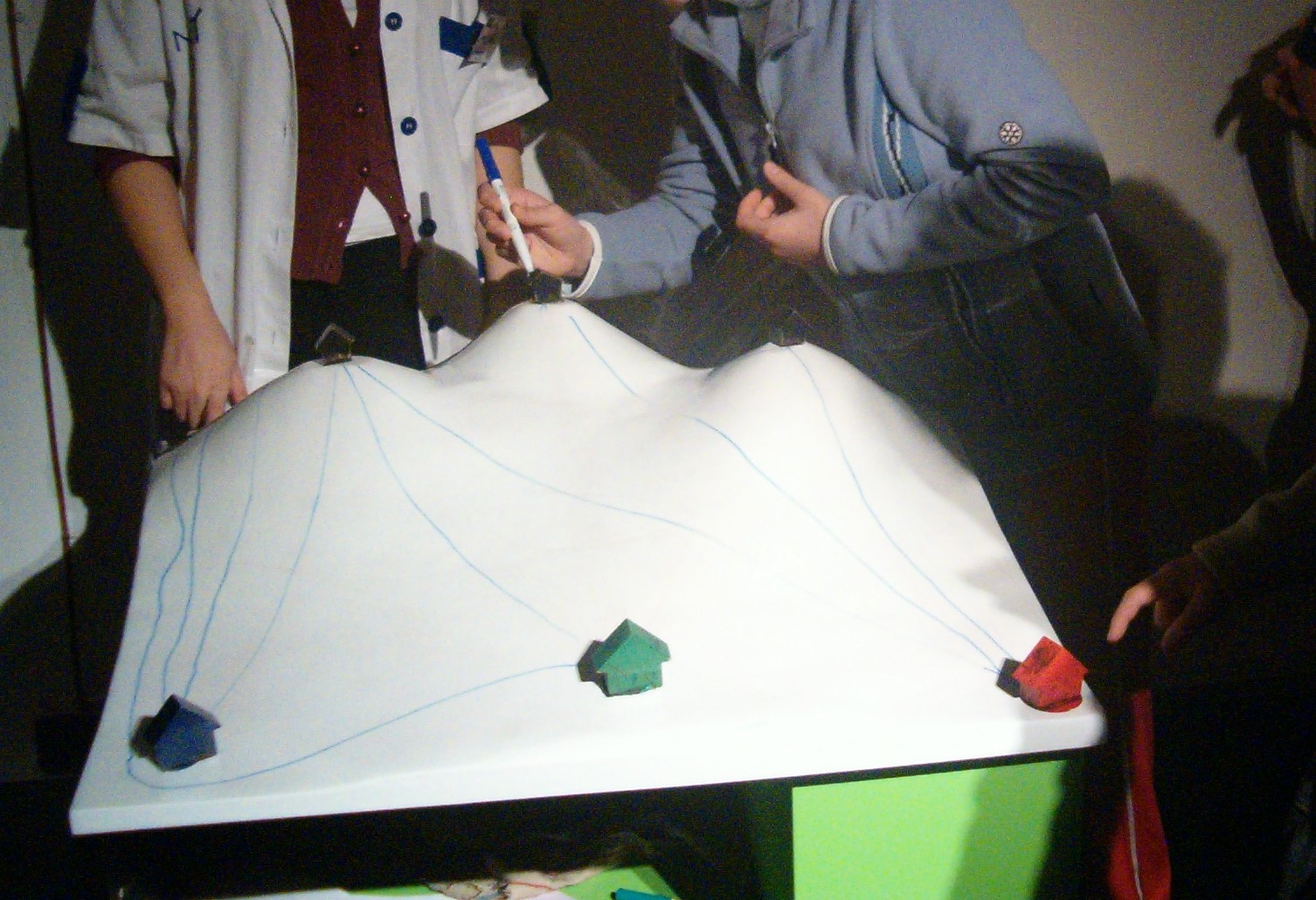
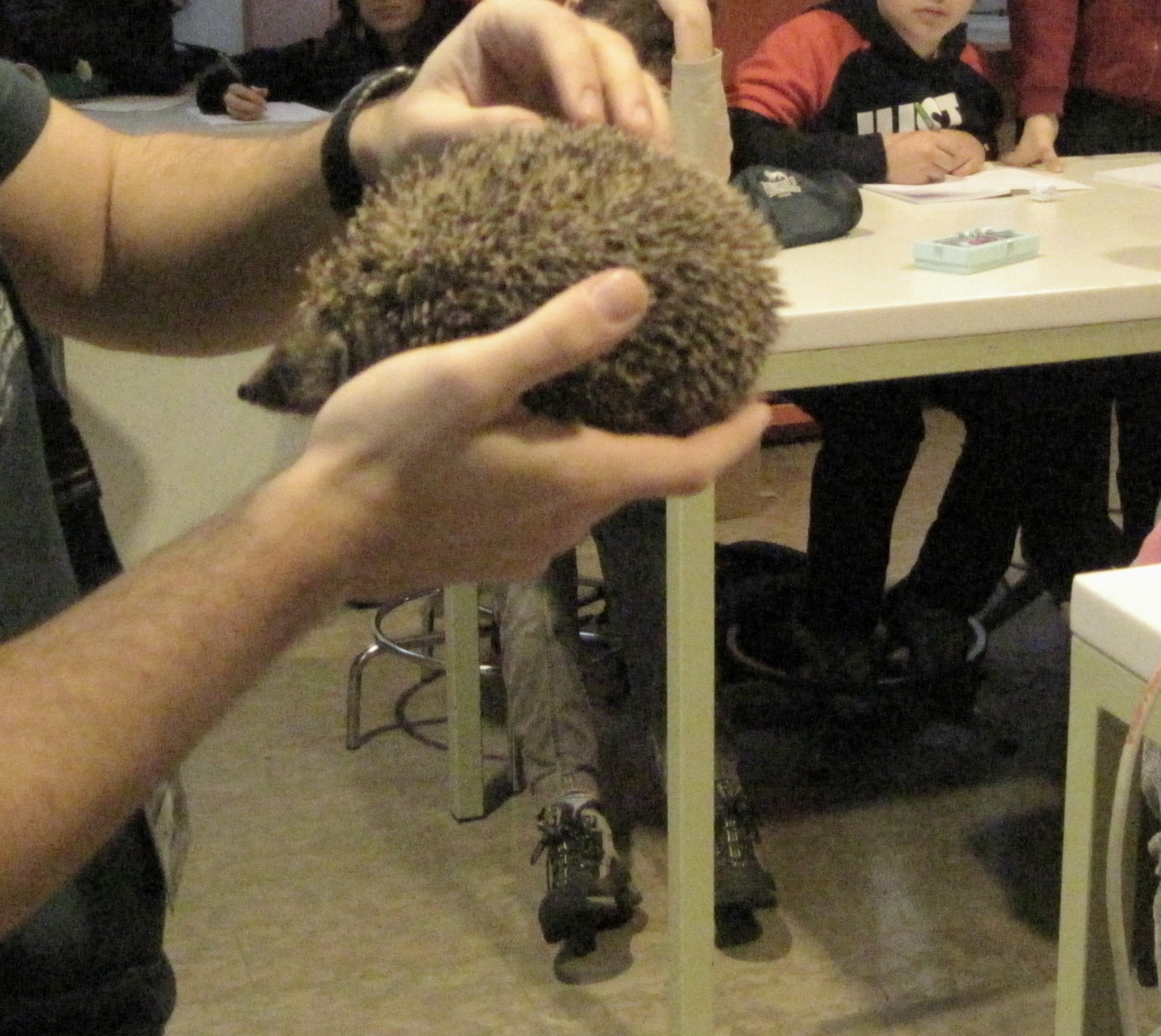

### Animazione al museo
Negli ultimi anni il museo sperimentò una nuova forma di approccio volta ad interessare un pubblico sempre più ampio. Questa fu l'animazione, cioè l'organizzazione di piccoli spettacoli teatrali studiati per presentare particolari temi scientifici. Ad esempio furono allestiti Party da primati, nel 2007, e Le cose schifose, nel 2008, incontrando un crescente interesse da parte del pubblico in generale e delle scolaresche in particolare.
La diversificazione degli eventi e la loro distribuzione nell'arco dell'anno portò ad un aumento significativo del numero di persone interessate. Nel triennio 2006 - 2008 la media mensile passò dalle 687 alle 2 679 unità. Il personale necessario fu specificamente preparato dal museo.

## Le altre sedi
Oltre alla sede centrale, il museo ebbe altre sedi territoriali e sedi convenzionate sparse per il territorio della Provincia Autonoma di Trento.

### Sedi territoriali

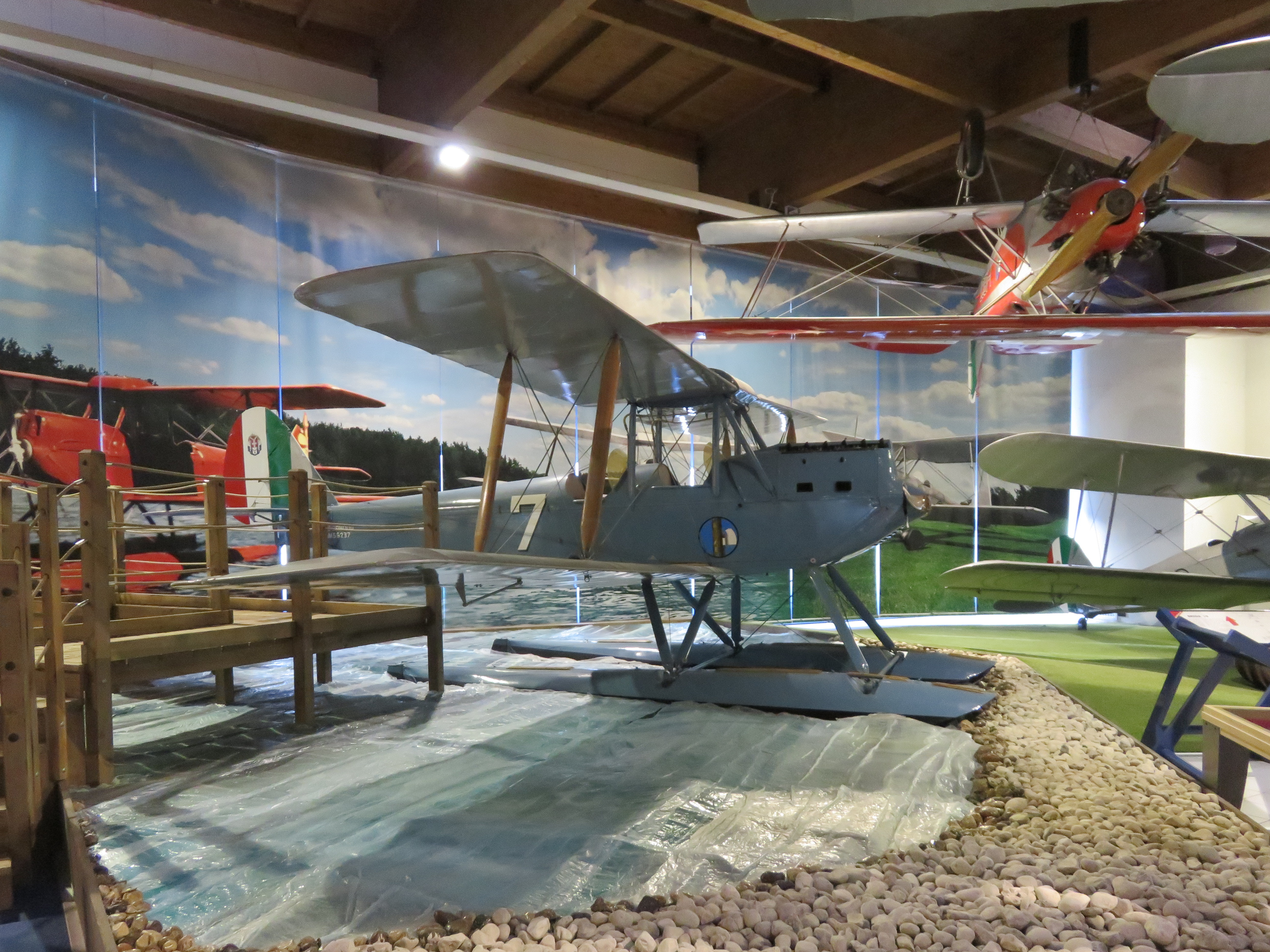
Museo dell'aeronautica Gianni Caproni a Mattarello

Nel corso degli anni Il Museo ha sviluppato una serie di rapporti molto stretti con otto sedi discattate sul territorio e con le quali è stato unito da forti legami di collaborazione e scambio. Col trasferimento al MUSE, dal punto di vista istituzionale, nulla è mutato. Negli ultimi anni solo una di queste sedi non è più rimasta attiva.

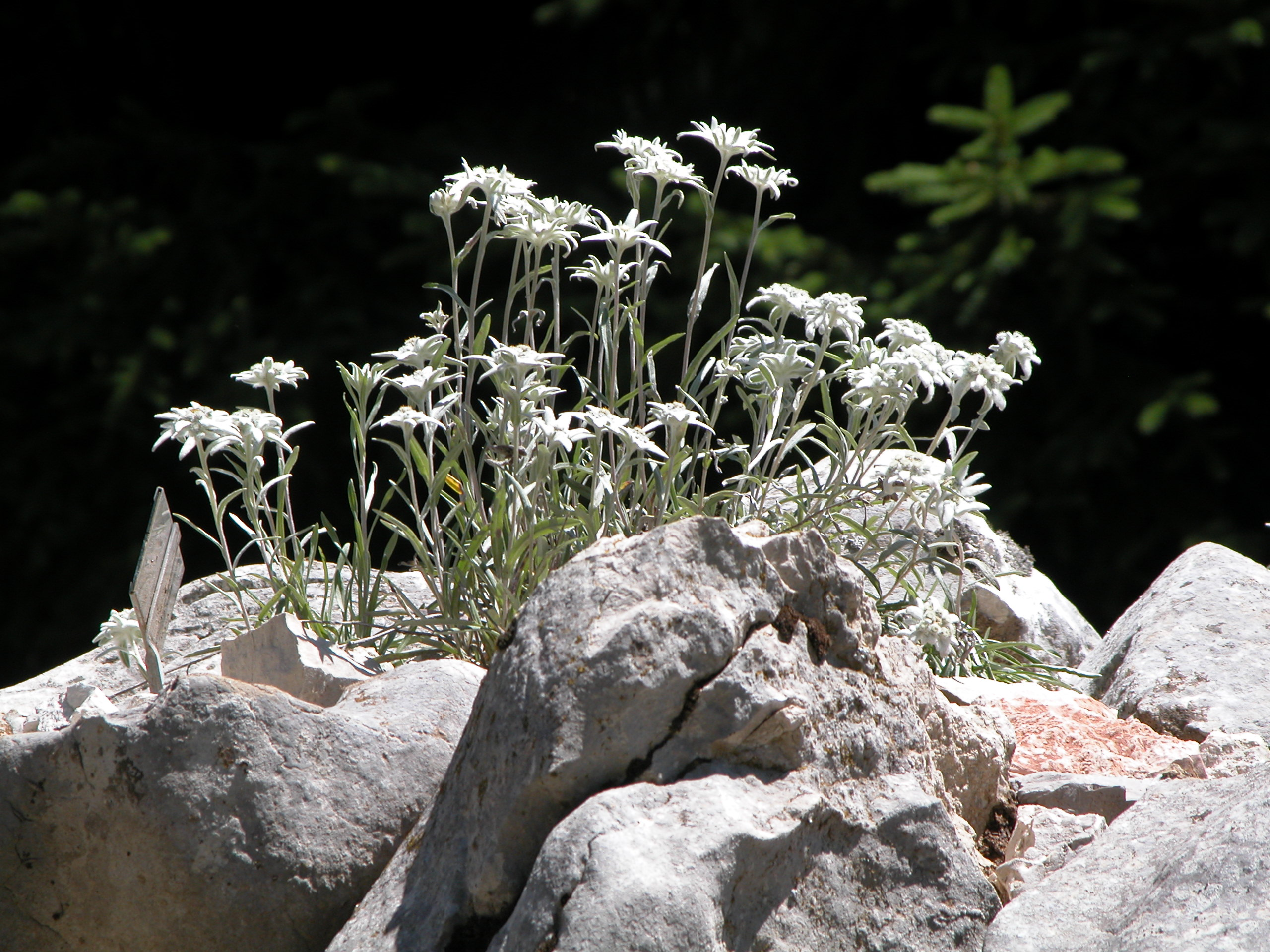
Stella alpina, Leontopodium alpinum, nel Giardino botanico alpino Viote

- Il Museo dell'aeronautica Gianni Caproni, fondato come museo privato nel 1927 e trasferito accanto all'aeroporto di Mattarello nel 1999.[39]
- L'osservatorio astronomico Terrazza delle Stelle. Situato in località Viote sul monte Bondone ed inaugurato nel 2001, grazie alla sua posizione lontana dai grandi centri abitati e quindi con un basso inquinamento luminoso, permette di osservare nelle migliori condizioni possibili il cielo notturno stellato.[40]
- Il Museo delle palafitte del lago di Ledro si trova a Molina di Ledro, sulla riva del Lago di Ledro ed a breve distanza da un sito palafitticolo dell'età del bronzo. Il museo è nato verso la fine degli anni 60 per raccogliere e valorizzare tutti i reperti affiorati nel 1929 in seguito allo svuotamento parziale del lago dovuto ai lavori di costruzione della centrale idroelettrica del Ponale. Il sito, dal 2011, è Patrimonio dell'umanità.[41]

Il lago di Tovel in un'immagine anteriore al 1964.

- Il Giardino botanico alpino Viote, sul Monte Bondone, si trova a quota 1570 metri s.l.m., ed è uno dei primi e più noti nell'intero arco alpino. Fondato negli anni '30 ha lo scopo istituzionale di preservare la biodiversità della flora di montagna mantenendo coltivate oltre 1000 specie rare ad a rischio di estinzione provenienti da ogni area montuosa terrestre e conservandone i loro semi.[42]
- La Stazione limnologica del Lago di Tovel è nata nel 2003 sull'omonimo lago che si trova nel comune di Tuenno. Questa sede è collegata al Parco naturale provinciale dell'Adamello-Brenta, col quale collabora. La caratteristica del lago di Tovel è stata quella di arrossarsi sino al 1964 per motivi che sono ancora oggi al centro di interessi da parte del mondo scientifico che si interessa di limnologia e salvaguardia ambientale alpina.[43][44][45]
- Il Centro di monitoraggio ecologico ed educazione ambientale dei monti Udzungwa è stato aperto in Tanzania nel 2006. Il sito è stato individuato perché i Monti Udzungwa presentano un indice di biodiversità altissimo (non solo per l'Africa) e questo ha spinto il Museo tridentino di scienze naturali a fondare questo Centro di Monitoraggio.[46]
- Il Museo Geologico delle Dolomiti a Predazzo, sezione territoriale dal 2012.[47]

Sede non più attiva:
- L'Acquario di Trento. Era in Lung'Adige Leopardi, era stato aperto nel 2000 ed era dotato di 25 vasche nelle quali erano raccolti esemplari ittici trentini ed esotici, di acqua dolce e marina per un totale di circa 500 specie suddivise tra pesci ed invertebrati.[48]

### Sedi convenzionate

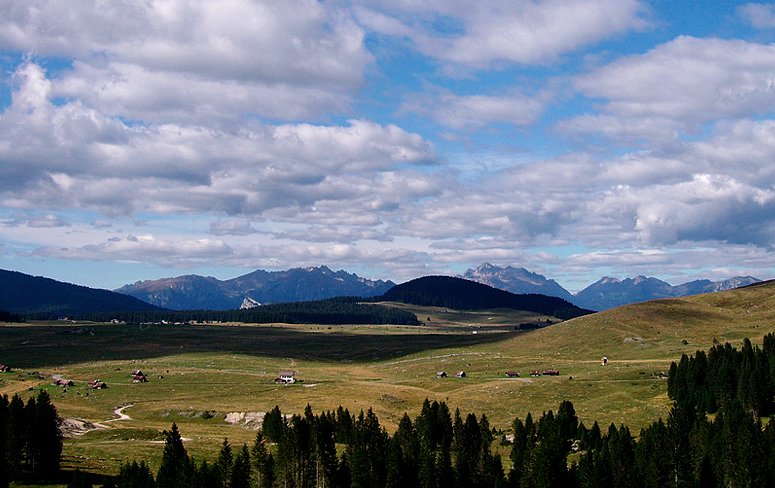
Piana di Marcesina

Diverse erano sedi convenzionate col Museo tridentino di scienze naturali. Molte di queste, e diverse altre, lo sono anche col nuovo MuSe.
- centro studi Adamello «Julius Payer», Adamello;
- museo geologico delle Dolomiti, Predazzo;
- arboreto di Arco;
- centro Preistoria, Marcesina;
- centro visitatori e area didattica "Monsignor Mario Ferrari", Tremalzo;
- museo Garibaldino, Bezzecca.

## Le esposizioni temporanee
Nella sede di Via Verdi furono ospitate poche esposizioni temporanee. Sono da ricordare l'importante rassegna fotografica di Flavio Faganello nel 1971, dal titolo Iconografia della distruzione (del fotografo trentino è stata in seguito realizzata una mostra antologica al Mart di Trento.) e una mostra sugli equilibri biologici nel territorio, nel 1975, poco prima del trasloco. 
La maggior parte delle esposizioni temporanee ebbe luogo nella sede di Via Calepina. Questa attività iniziò ben prima dell'inaugurazione ufficiale, che sarebbe avvenuta solo nel 1981, sfruttando due salette al piano terreno, le prime ad essere ultimate.
Tra queste possono essere citate:
- L'abitato neolitico di "La Vela", 1977;
- Flora e fauna d'alta quota, 1978;
- L'orso in Italia, 1979;
- Riparo Gaban. Testimonianze di preistoria trentina, 1980-1981;
- Darwin e l'evoluzione, 1982;
- Trento e le sue origini, 1983;
- Le origini della moderna cartografia tirolese-trentina, 1985.[50]

Nell'ultimo periodo della direzione Tomasi si realizzò:
- Dinosaurs, il mondo dei dinosauri, 1991 1992.

Poi divenne direttore Lanzingher, e tra le più significative esposizioni ci furono: 
- I giocattoli e la scienza, 1995;
- Il Museo studia le Alpi, 1997;
- Il Diluvio universale, 2000;
- Energia, 2001;[51]
- Destinazione stelle - scopriamo il mondo dell'astronomia, 2002;[52]
- La scimmia nuda - Storia naturale dell'umanità 2007;[53]
- Lo sguardo sul territorio: La fotografia per lo studio delle modificazioni ambientali, 2012;
- L'uomo e la montagna, 2012.

## Collaborazione con altre istituzioni
Il museo ha collaborato sin dalla sua fondazione con varie istituzioni culturali locali e di altre regioni. Durante l'ultimo periodo, con le numerose esposizioni temporanee che sono state organizzate, si è fatto più stretto il rapporto con l'Università degli Studi di Trento, ed in particolare con il Dipartimento di Fisica.
Per organizzare la mostra del 1995 I giocattoli e la scienza infatti è stato importante il lavoro preparatorio del professor Vittorio Zanetti, ideatore e curatore della mostra, che in seguito è divenuta itinerante, toccando molte altre regioni: Veneto, Lazio, Marche, Puglia, Toscana, Calabria e Campania. Zanetti già si era interessato alle tematiche della didattica scientifica, e pure in seguito ha continuato a pubblicare testi e monografie su questi temi.
Nel 2001 Energia ha avuto ancora il contributo determinante del Dipartimento di Fisica dell'Università di Trento, ed in particolare dei professori Vittorio Zanetti e Luigi Gratton.
Con la mostra del 2007 La scimmia nuda - Storia naturale dell'umanità la collaborazione si è estesa al Museo friulano di storia naturale ed al Museo regionale di scienze naturali di Torino. All'evento hanno dato il loro contributo anche studiosi e divulgatori scientifici come Desmond Morris e Jared Diamond.

## Galleria d'immagini

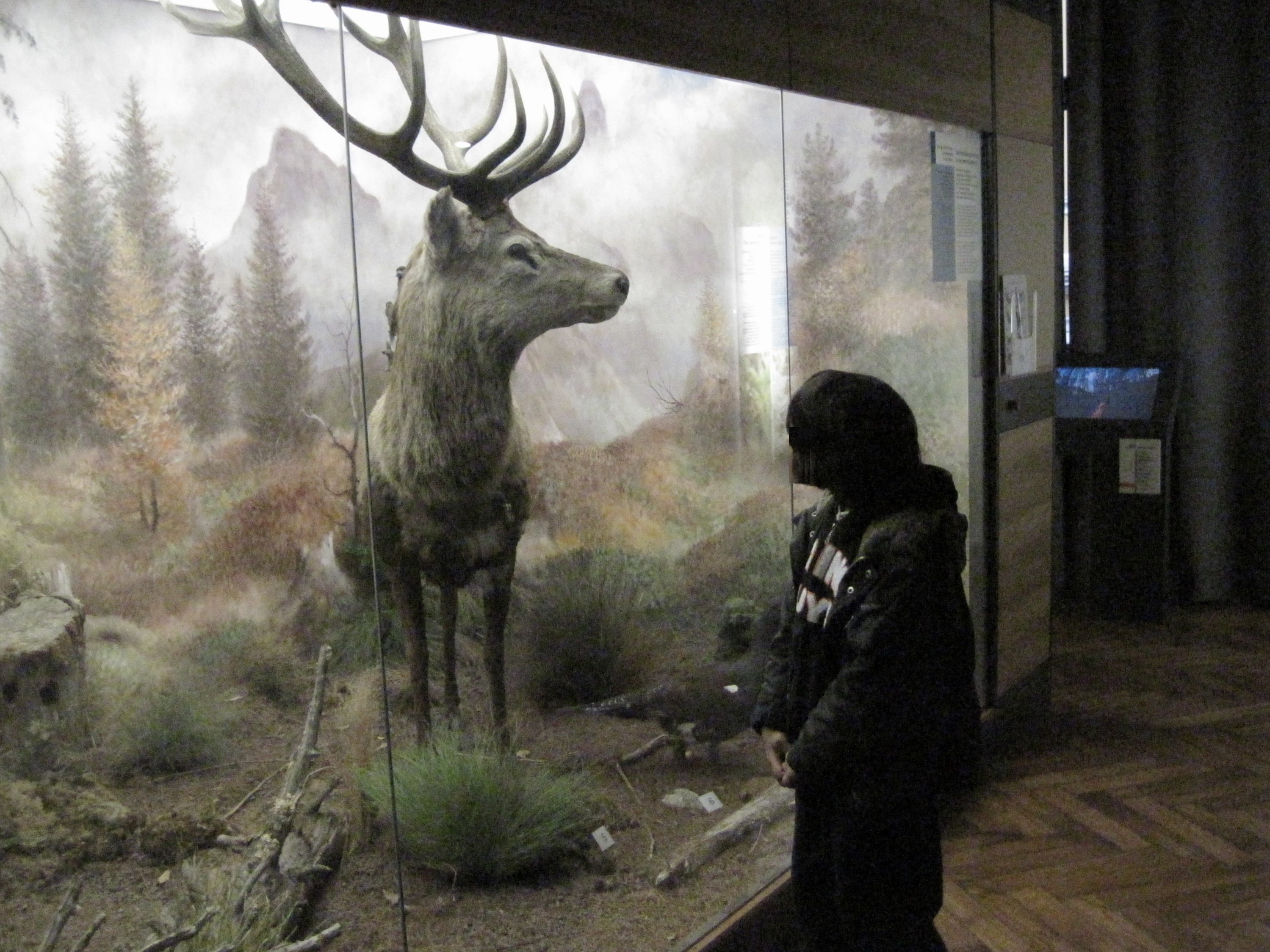
Visita alle sale espositive
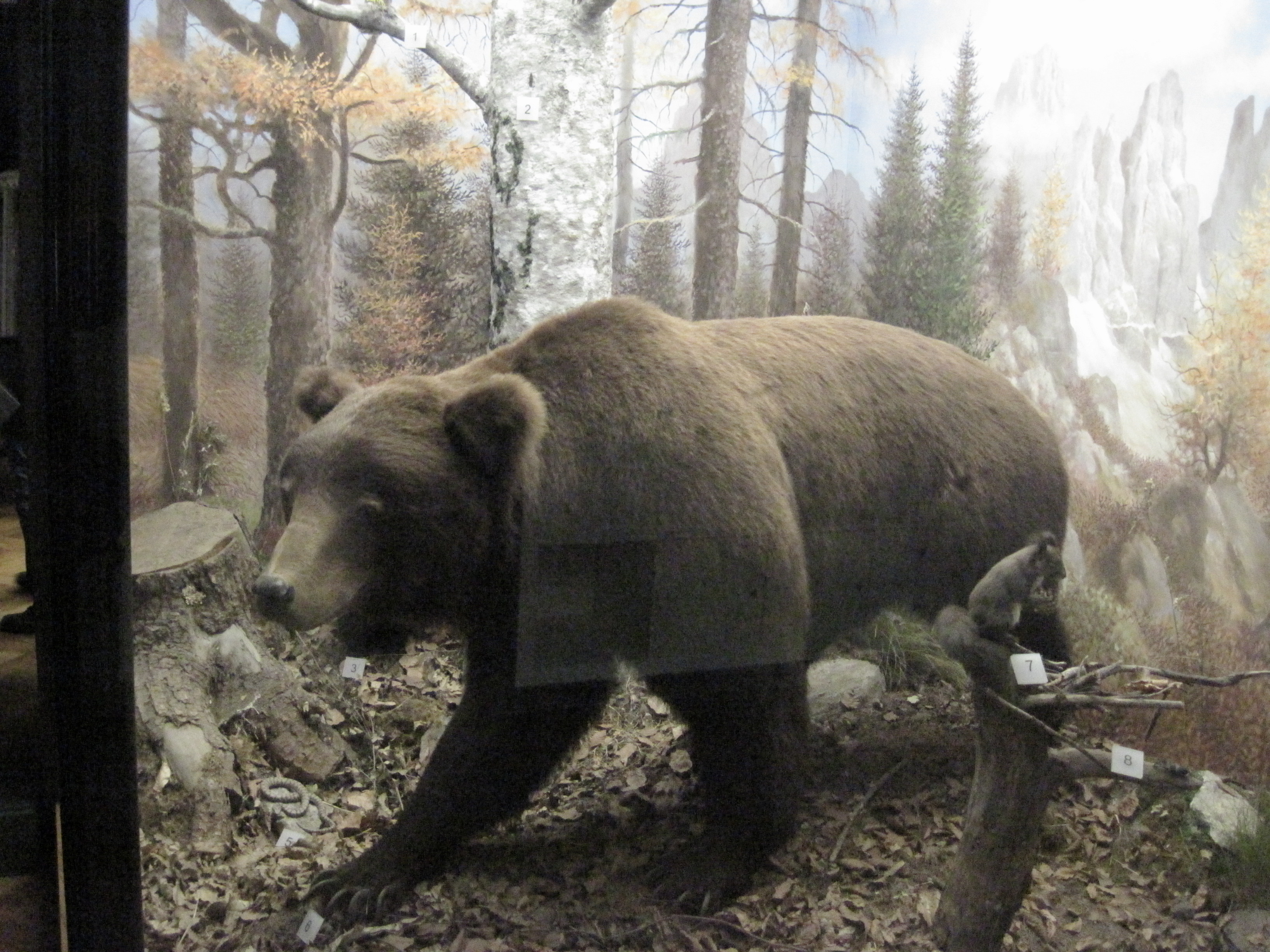
Visita alle sale espositive
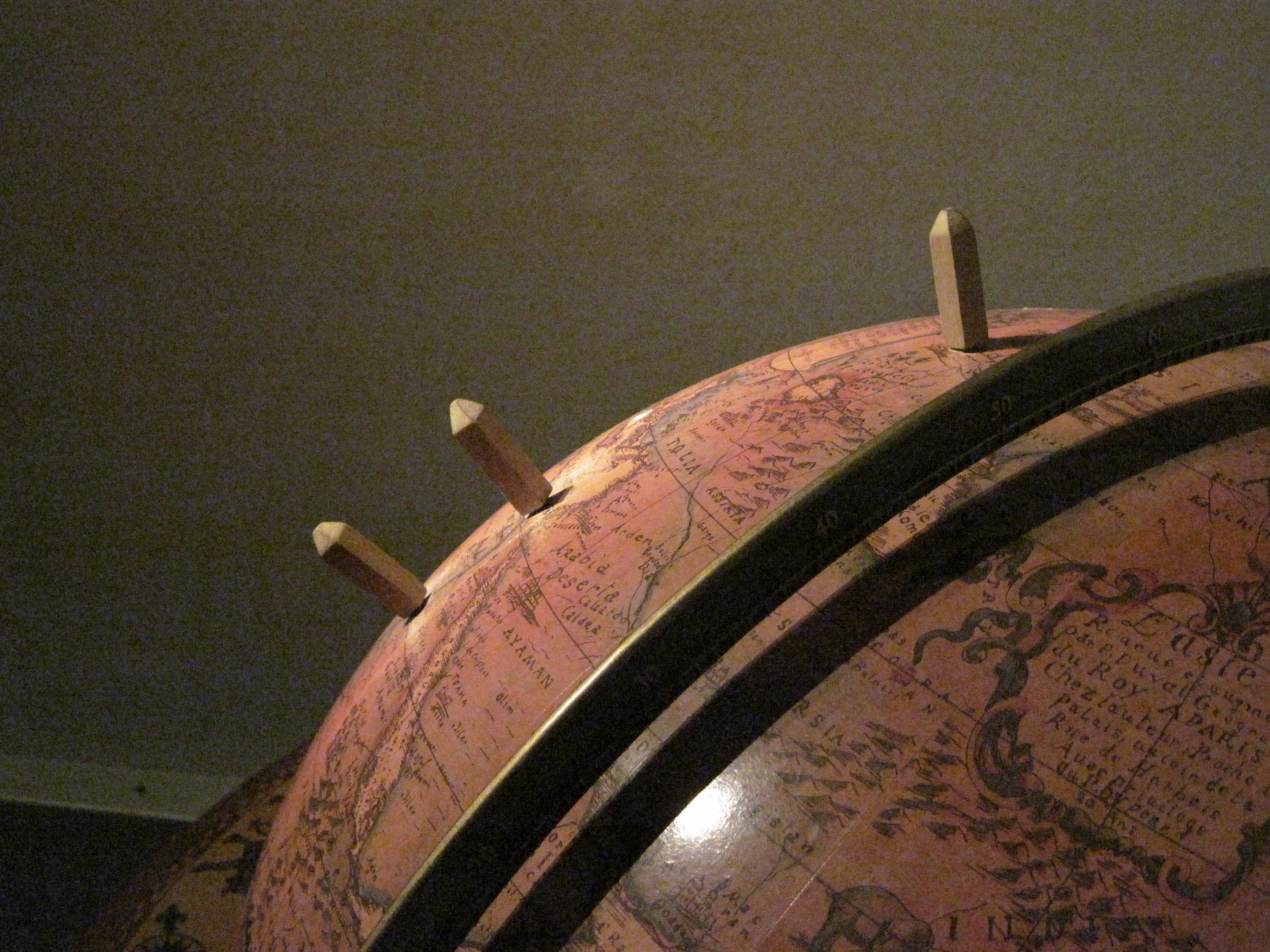
Un'esposizione temporanea
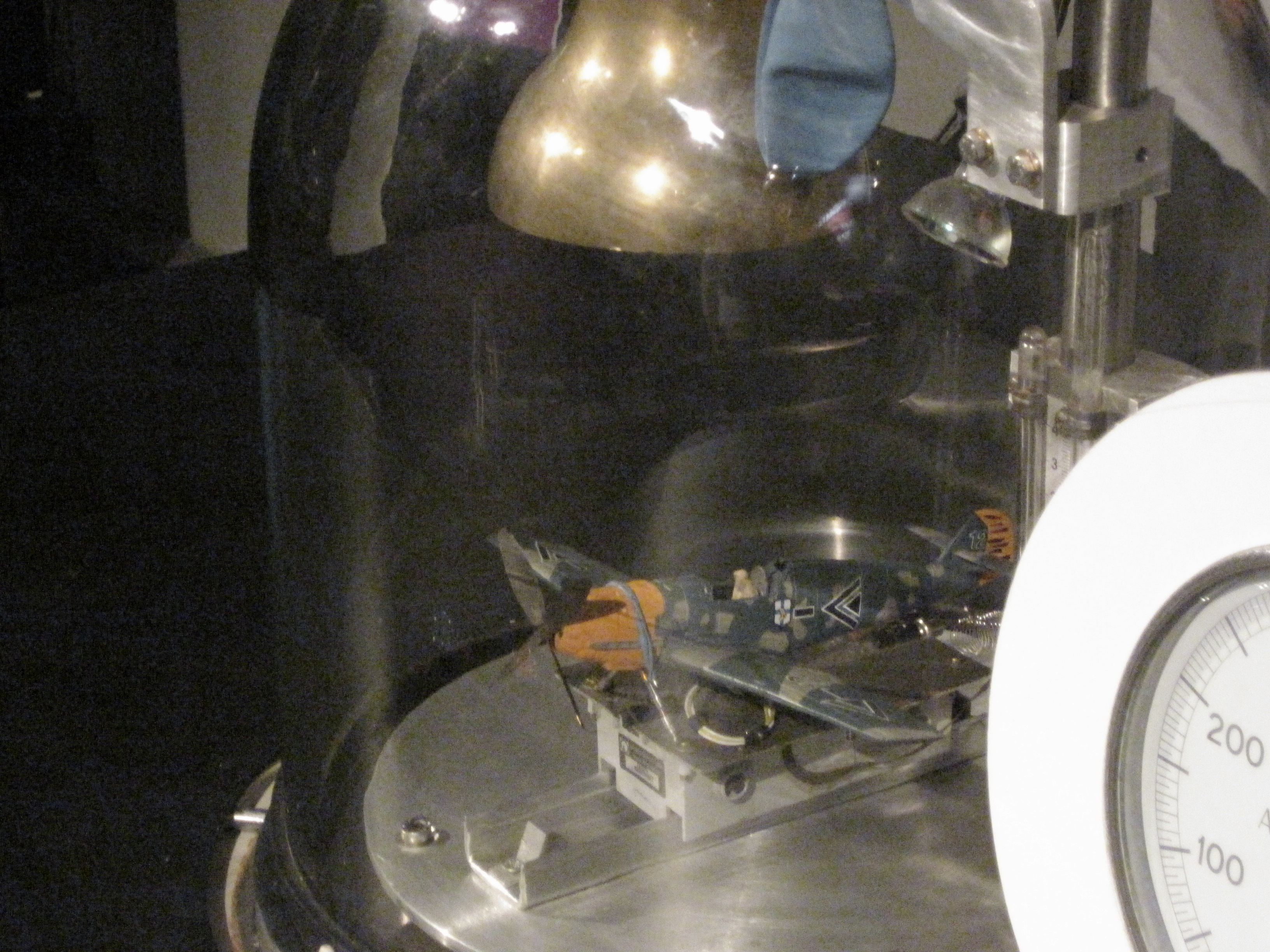
Un'esposizione temporanea
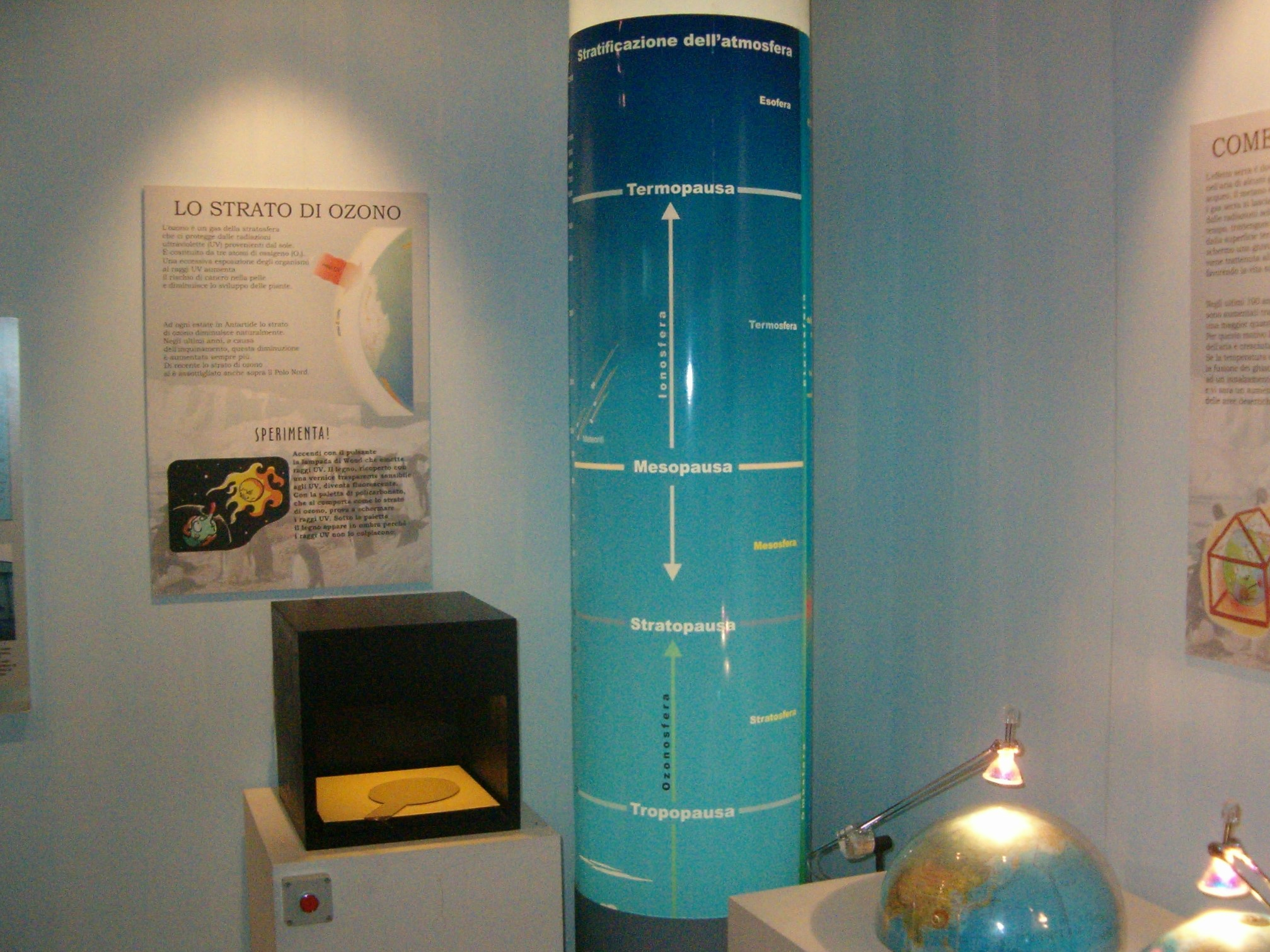
Un'esposizione temporanea
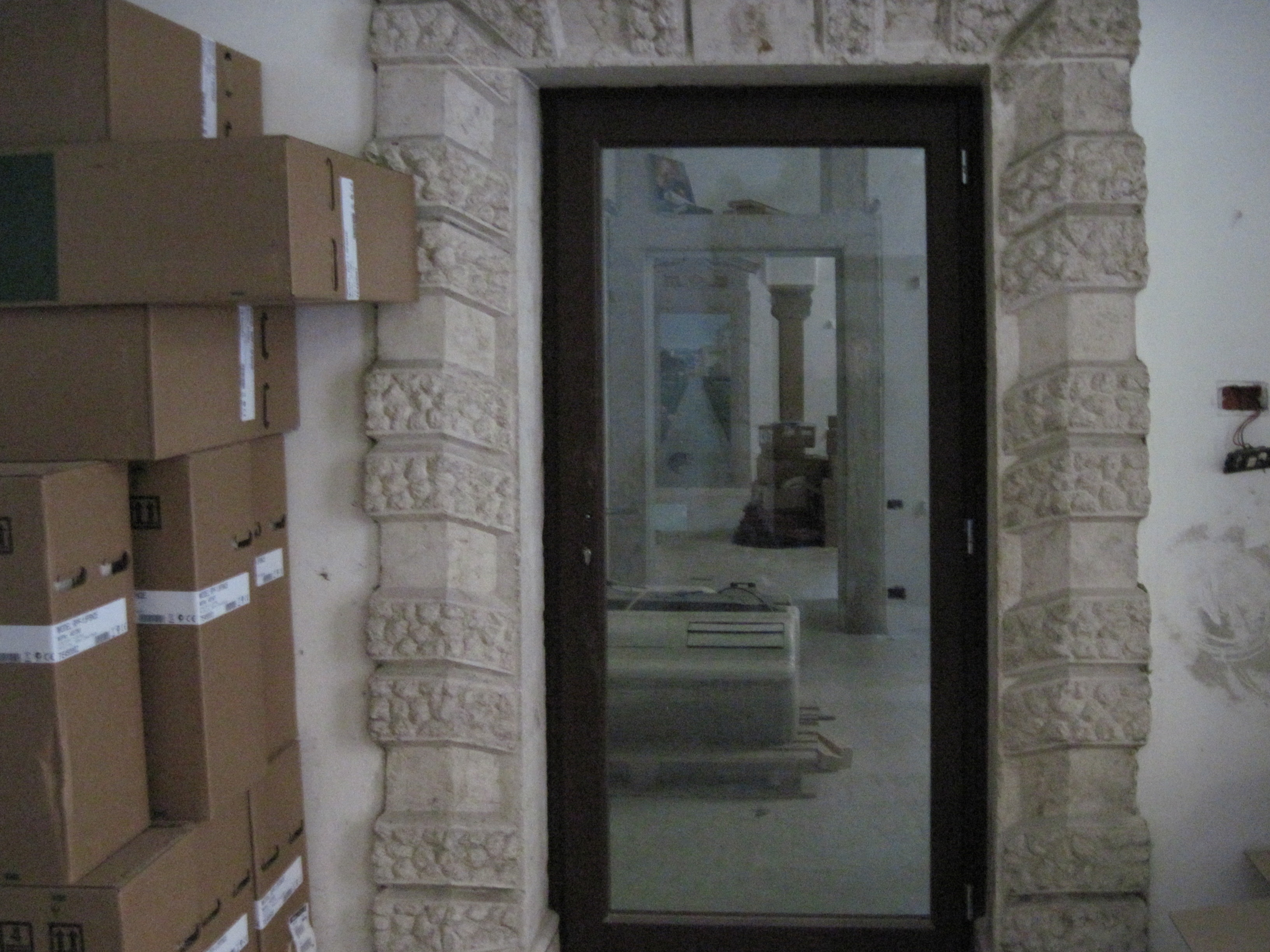
Lavori in palazzo Sardagna dopo il trasferimento della sede museale
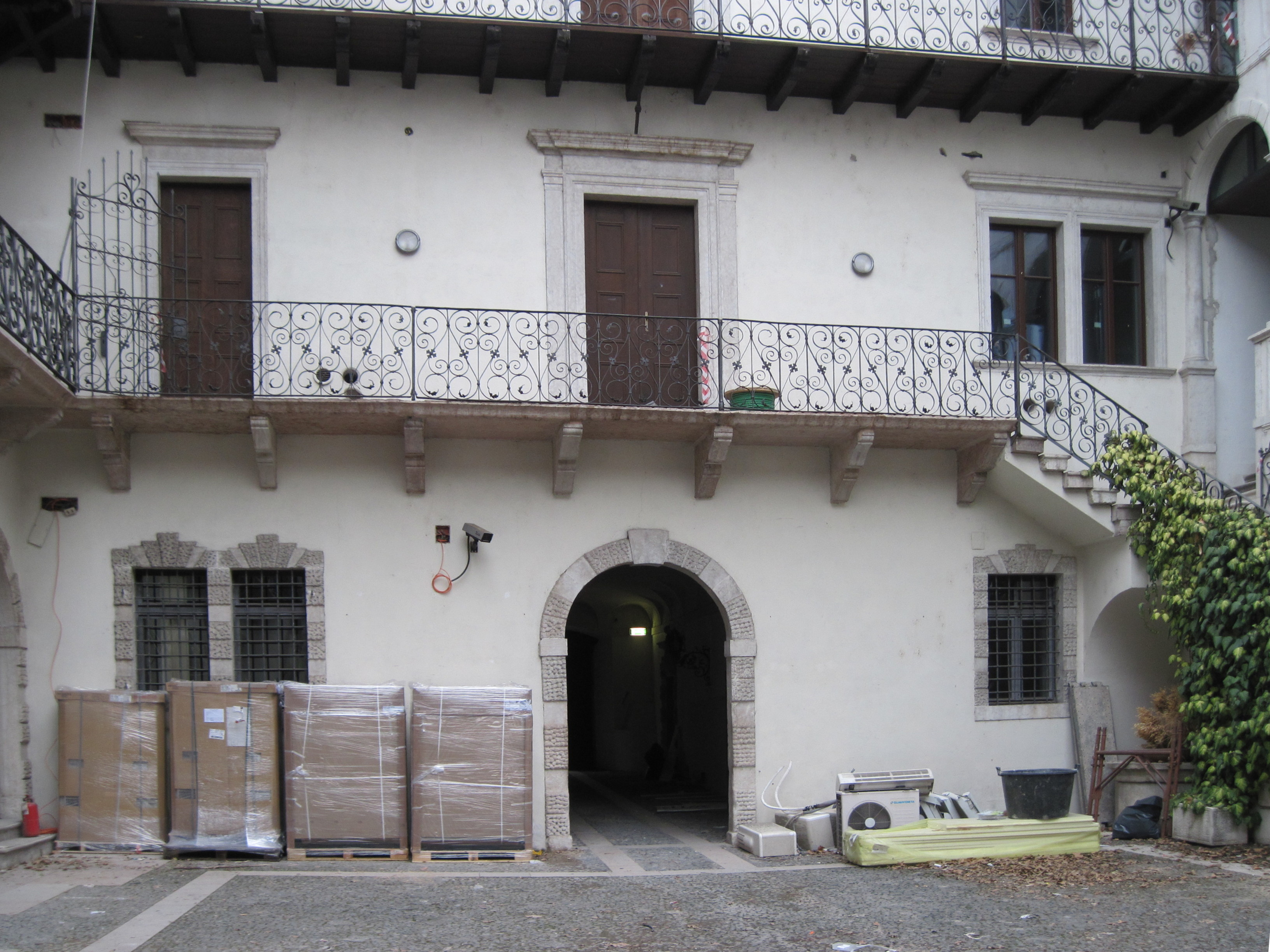
Lavori in palazzo Sardagna dopo il trasferimento della sede museale
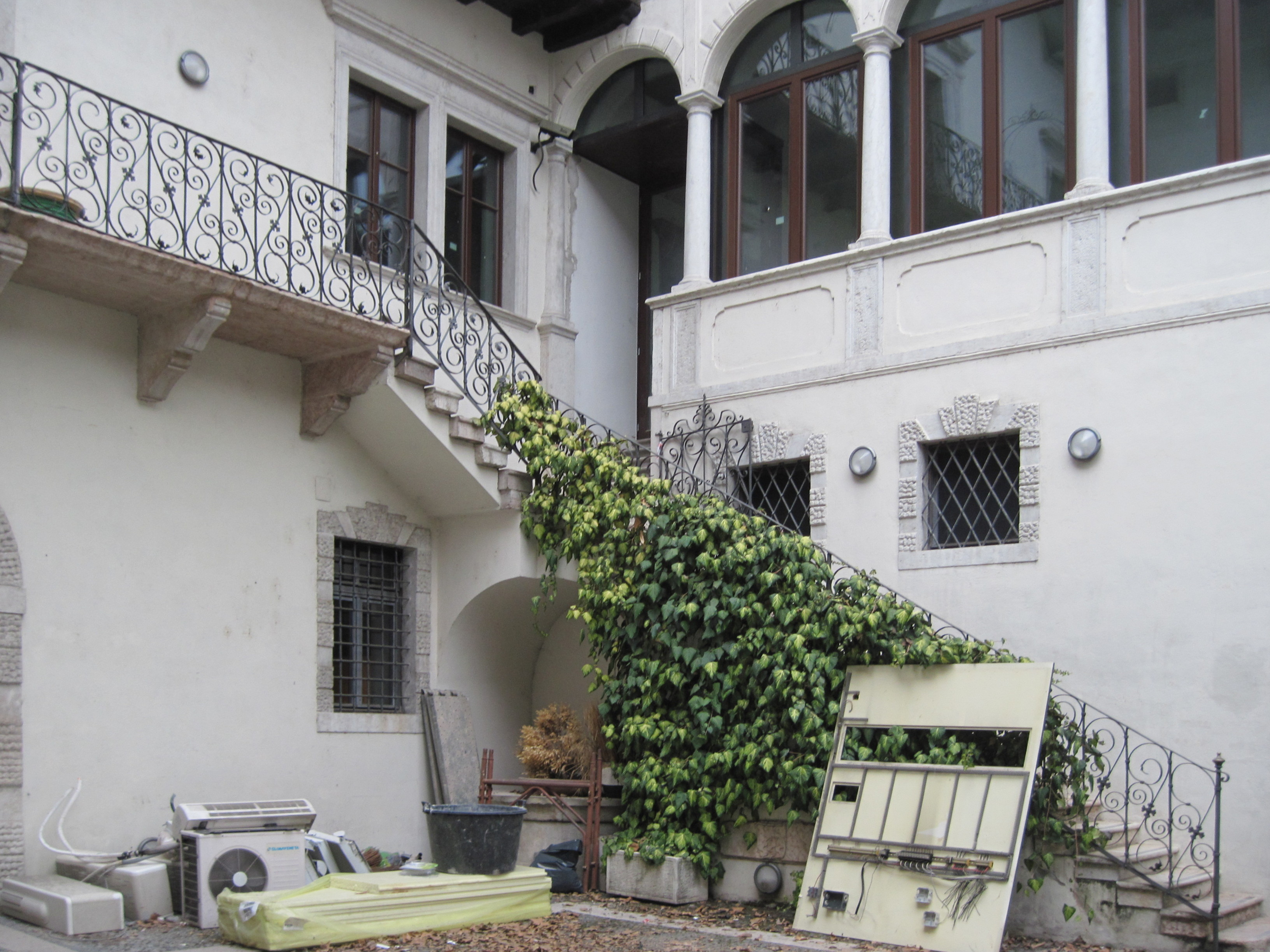
Lavori in palazzo Sardagna dopo il trasferimento della sede museale